# Aeroport Josep Tarradellas Barcelona – el Prat
L'aeroport del Prat o aeroport de Barcelona, oficialment i per imposició de l'Estat espanyol Aeroport Josep Tarradellas Barcelona – el Prat (codi IATA: BCN, codi OACI: LEBL), és un aeroport que dona servei a la ciutat de Barcelona i a Catalunya i zones properes en general. Està situat a 12 km al sud-oest de la capital catalana, al municipi del Prat de Llobregat, a 3,8 m sobre el nivell del mar i envoltat dels espais naturals dels aiguamolls del delta del Llobregat.
Des del juny 2023 Eva Valenzuela n'és la directora, com a successora de Sonia Corrochano.
És l'aeroport més gran de Catalunya, el setè amb més trànsit de passatgers d'Europa i el 27è del món. Els anys 2008 i 2009, la competència del tren d'alta velocitat en el trajecte Barcelona-Madrid així com l'impacte de la crisi econòmica, disminuí el trànsit de passatgers per primera vegada des de l'any 1993. A partir de 2010 el nombre de passatgers ha tornat a créixer fins als 52,7 milions de l'any 2019. A més, l'agost de 2013, per primera vegada, l'Aeroport de Barcelona va ser l'aeroport amb més passatgers d'Aena.
És el centre de connexions més important de Vueling i Level i era la base de Spanair fins al seu cessament, així com un focus important per a Air Europa, Ryanair i easyJet, des del febrer del 2016. L'aeroport serveix principalment diferents destinacions d'Europa i del nord d'Àfrica, però també ofereix vols intercontinentals a Amèrica del Nord, Amèrica del Sud i Àsia.
Al febrer del 2014 l'aeroport de Barcelona va ser el primer aeroport de l'estat espanyol en rebre un vol diari d'un Airbus A380, operat per Emirates en la ruta cap a l'Aeroport Internacional de Dubai.

## Descripció
L'aeroport té tres pistes d'enlairament i aterratge: dues en paral·lel denominades 06L/24R i 06R/24L, i una creuada anomenada 02/20.
Té dues terminals: T1 i la T2. Les dues terminals sumen un total de 268 mostradors de facturació i 64 passarel·les d'embarcament. Les operacions a l'aeroport estan restringides exclusivament a vols instrumentals, estant prohibits els vols VFR (Vol en regles visuals) excepte els vols sanitaris, d'emergències i governamentals. La principal aerolínia és Vueling, seguida de Ryanair.
L'aeroport és objecte d'una discussió política entre Generalitat de Catalunya i Govern d'Espanya sobre la gestió i control, que ha implicat AENA (gestor de l'aeroport) i diverses línies aèries, Iberia i Vueling principalment (principals usuaris). Part de la polèmica és sobre els beneficis que l'aeroport genera, que es desvien a inversions i manteniment d'altres aeroports de la xarxa d'AENA i en inversions del govern en altres àrees econòmiques.
Amb les dades dels últims anys, amb més de 55 milions de passatgers el 2024 i l'augment d'uns tres milions de passatgers per any, ja s'ha superat la seva capacitat teòrica, el que fa necessària l'ampliació de la T1 amb una terminal satèl·lit al voltant de la torre de control, entre les pistes, com es preveu en el Pla Barcelona de 1999.
Altres opcions més econòmiques serien la connexió amb l'AVE i trens regionals a l'Aeroport de Girona - Costa Brava, i en menor mesura, Reus, per desviar el trànsit de baix cost cap allà o la substitució del tren en rutes de curt recorregut.

## Història

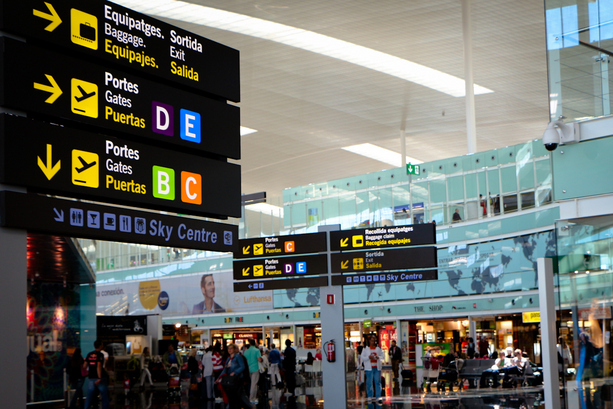
Interior de la T1.

El primer camp d'aviació de Barcelona era al Remolar (Viladecans), el 1916, en terrenys d'una granja avícola anomenada La Volateria, de la qual va prendre el nom. Dos anys més tard, un nou camp d'aviació va ser obert al Prat de Llobregat a uns centenars de metres de l'anterior emplaçament. El primer avió en aterrar va ser un Latecoere Salmson 300 de la línia de Pierre-Georges Latécoère, que va arribar de Tolosa amb destinació final a Casablanca. L'aeroport va servir com a seu de l'Aeroclub de Catalunya i com a base per a la flota de Zeppelin i hidroavions de l'Armada i de l'Exèrcit de Terra Espanyol. Els serveis comercials regulars van començar el 1927 amb la línia d'Iberia que l'unia amb l'Aeroport de Cuatro Vientos de Madrid. Aquesta línia va ser la primera línia d'Iberia.
En els anys 40 del segle xx es va decidir ampliar l'aeroport, per la qual cosa entre 1941 i 1946 es van realitzar un seguit d'obres per unir aeròdroms propers. A final dels anys 40, arran de la fusió de l'Aeròdrom Latécoère, de l'antic Aeròdrom de la Volateria i de l'antic aeròdrom Canudas (de Josep Canudas, divulgador de l'aviació civil) podem parlar de l'aeroport del Prat pròpiament.
Des del 1939, l'administració franquista va reanomenar l'Aeròdrom Canudas (que duu el nom Josep Canudas, del bàndol republicà), en Aeròdrom Muntadas, en honor de Carles Muntadas Prim, un dels propietaris de l'Espanya Industrial i aviador del bàndol nacional que morí durant la Guerra Civil espanyola. L'aeroport del Prat va mantenir aquest nom durant tota la dictadura franquista.
El 1948 es va construir la pista 07-25 i va operar el primer vol intercontinental operat per l'aerolínia Pan American a Nova York amb avions Lockheed Constellation. Entre 1948 i 1952 es va construir una segona pista perpendicular a l'anterior, així com carrers de rodatge i una terminal per atendre els passatgers.
El 1963 es va assolir el milió de passatgers anuals i dos anys més tard es va tornar a ampliar la pista principal i se li va afegir un carrer de rodatge amb carrers de sortida ràpida. Aquest mateix any també es va construir una torre de control i una nova plataforma d'estacionament d'aeronaus. El 1968 es va obrir una nova terminal que actualment és l'ala més vella de la terminal T2B.
El dia 3 d'agost de 1970 la companyia aèria Pan American va inaugurar una línia regular entre Barcelona, Lisboa i Nova York operada amb un Boeing 747SP. El 4 de novembre de 1974 l'aerolínia Iberia va iniciar el servei de pont aeri entre Barcelona i Madrid-Barajas. Pocs anys més tard, el 1976, es va construir una terminal específica per a aquesta ruta, una terminal exclusiva per a càrrega, un servei annex de correus i una plataforma d'estacionament per a avions de càrrega aèria. L'any 1977 l'aeroport supera els 5 milions de passatgers anuals.
Des de finals dels setanta fins a principis dels noranta l'aeroport va estar estancat tant en tràfic com a inversions fins que la preparació per als Jocs Olímpics de Barcelona 1992 va impulsar una nova reforma que va consistir en la modernització i ampliació de la terminal existent en aquell moment (Terminal B) i la construcció de les altres dues (Terminals A i C) que ja incorporaven passarel·les d'accés directe a l'avió. Aquesta reforma va ser dissenyada per l'arquitecte Ricard Bofill i Leví. El 1996 s'inaugura la nova torre de control també dissenyada per Ricard Bofill.
A causa de la forta baixada del trànsit aeri que es va patir després de 1999 i la crisi del sector aeri el 2001, es van desviar a Barcelona - el Prat moltes operacions xàrter que es realitzaven en els aeroports de Girona i Reus, la qual cosa va ajudar l'aeroport a aguantar la crisi.
El 22 de març de 2007, més de 130 entitats van donar suport en un acte reivindicatiu a l'Aula Magna del IESE per un aeroport transoceànic i amb gestió individualitzada. El 30 de març de 2011, l'aeroport va rebre el premi com a millor aeroport del sud d'Europa concedit per Skytrax dins els World Airport Awards 2011.
El juliol de 2009, amb un vol d'Spanair, va quedar inaugurada la terminal T1, i es van unificar les antigues A, B i C amb el nom de T2, però quedant dividida en les ales T2A, T2B i T2C.
Fins al 6 de juny de 2011 l'aeroport es deia oficialment Aeroport de Barcelona, amb la qual cosa el Ministeri de Foment davant les pressions de l'Ajuntament del Prat de Llobregat decideix canviar el nom oficial pel d'Aeroport de Barcelona - el Prat. No obstant això, el canvi no s'ha aplicat a la informació aeronàutica de l'aeroport, on almenys fins al 30 de juny de 2019 seguirà sent Aeroport de Barcelona per a fins tècnics i de navegació aèria.
Des de l'1 de febrer de 2014, la companyia Emirates vola Barcelona-Dubai amb l'Airbus A380, sent l'Aeroport de Barcelona el primer aeroport espanyol a disposar d'una ruta permanent operada amb l'avió comercial més gran del món.
Al setembre de 2016 Norwegian va anunciar la creació d'una base de llarg radi des de Barcelona, basant dos Boeing 787 que realitzaran vols a partir de juny de 2017 a les ciutats nord-americanes de Fort Lauderdale, Los Angeles, Newark i Oakland. En aquest mateix mes, American Airlines va anunciar un nou vol directe a Chicago per a la temporada d'estiu de 2017.
El dia 12 de febrer del 2016 es va inaugurar el tram sud de la Línia 9 del Metro de Barcelona, que connecta les dues terminals de l'aeroport amb la Zona Universitària.
L'1 de juny de 2017, es va inaugurar la nova marca comercial d'IAG anomenada Level, una aerolínia de baix cost que connecta Barcelona amb Los Angeles, Nova York (Newark) San Francisco (Oakland), Punta Cana i Buenos Aires amb vols directes.

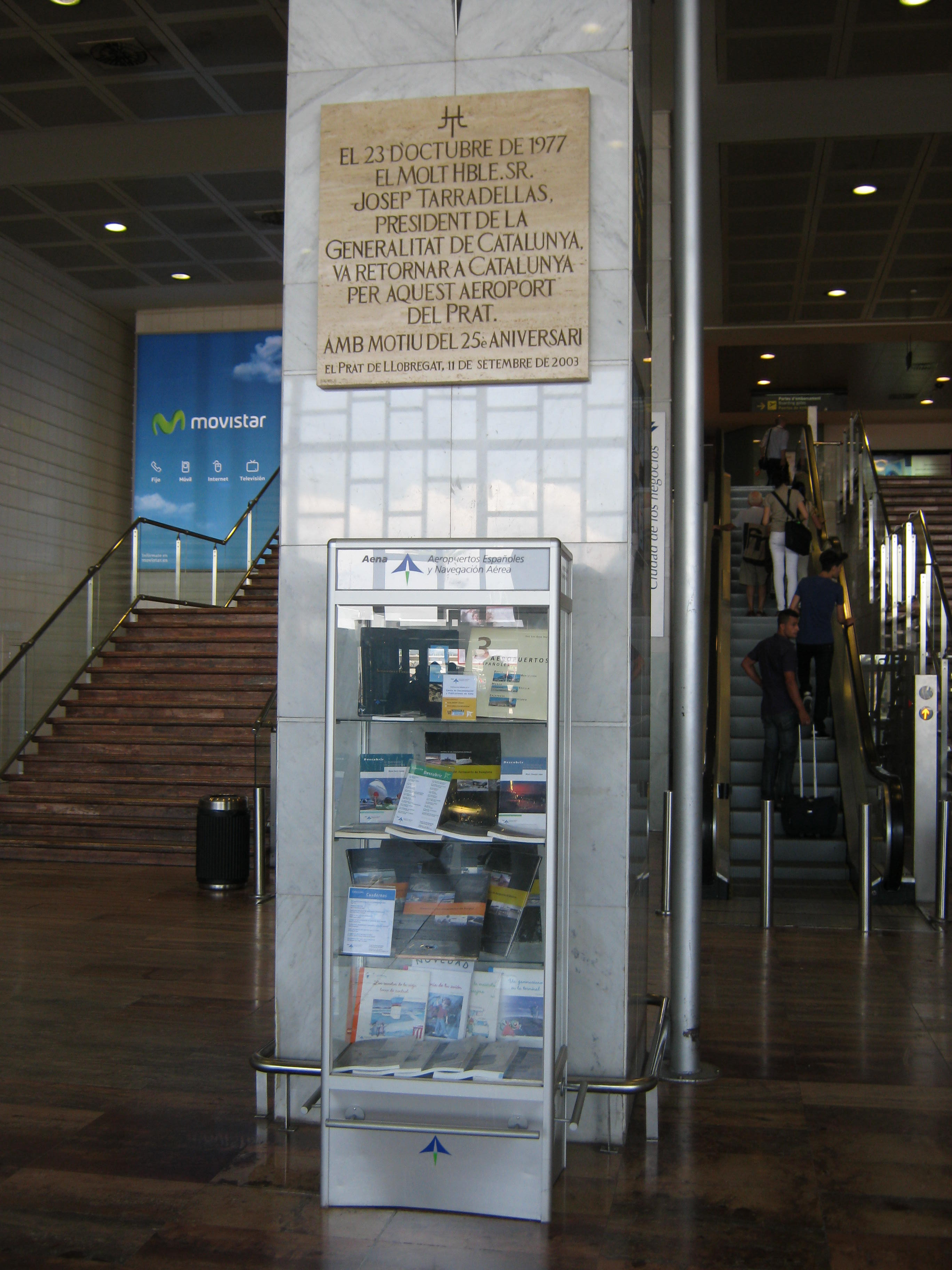
La placa explica que el president de Catalunya Sr. Josep Tarradellas va retornar a Catalunya per aquest aeroport del Prat el 23 d'octubre de 1977

El consell de ministres del govern espanyol celebrat a Barcelona el 21 de desembre de 2018 va aprovar que l'aeroport passaria a anomenar-se Josep Tarradellas Barcelona - el Prat. El canvi de nom es va publicar al Butlletí Oficial de l'Estat l'1 de març de 2019. Tot i que el canvi de nom va contar amb l'aprovació de la família de l'expresident, la Generalitat es va queixar que no va pas ser una decisió acordada amb el Govern català, lo qual va ser causa de polèmica, en tant que des de sectors nacionalistes, que volen el traspàs de la gestió de l'aeroport a Catalunya, es va percebre com una imposició de l'Estat.
El 14 de març de 2022 Singapore Airlines va operar per primer cop amb 2 avions A380 simultàniament a part de 2 avions A350 tots des de Los Angeles.

### Cronologia
- 1916: Primeres instal·lacions a la granja de La Volateria.
- 1948: Es construeix una segona pista, la 07-25
- 1948-1952: Es construeix una tercera pista, la 16-34, amb traçada perpendicular a la 07-25. També es construeixen carreteres de rodatge i una terminal de passatgers.
- 1963: Es supera el milió de passatgers
- 1965: es construeix una torre de control i s'amplia la terminal i la pista 07-25
- 1968: nova terminal de passatgers
- agost de 1970: Pan Am inaugura la ruta Nova York-Lisboa-Barcelona operada amb un Boeing 747
- 1977: es superen els 5 milions de passatgers
- 1990: l'aeroport es prepara per als jocs olímpics
- 1992: s'amplia la terminal B i es construeixen la terminal A i C. Es superen els 10 milions de passatgers.
- 2003: Es reforma la terminal B i s'amplia la terminal A
- 2008: S'amplia la terminal C
- 2009: s'inaugura la nova terminal de passatgers, la Terminal 1. Es construeix una nova torre de control. Les terminals A, B i C passen a dir-se T2A, T2B i T2C
- 2010: Ryanair comença a operar a l'aeroport.
- 2011: L'aeroport passa a anomenar-se Barcelona-El Prat.
- 2014: Emirates comença a operar un vol diari amb un A380.
- 2018: es superen els 50 milions de passatgers.
- 24 de març de 2022: es modifiquen els designadors de les pistes 07L/R y 25L/R a 06L/R y 24L/R amb motiu de la variació magnètica soferta des de la construcció.

## Terminals

### Terminal T1
La T1 és la terminal més gran i més nova de l'aeroport, amb 545.000 m². Va ser inaugurada el 16 de juny de 2009 pel president del govern José Luis Rodríguez Zapatero, pel president de la Generalitat de Catalunya José Montilla i pel ministre de Foment José Blanco. L'objectiu d'aquesta nova terminal va ser pal·liar el dèficit d'espai del que patia l'aeroport a causa del continu augment de passatgers en els últims anys i l'agudesa per la sobreocupació de l'espai interior de la terminal per establiments comercials. La nova terminal va ser dissenyada per Ricard Bofill, el mateix arquitecte que ja havia dissenyat reformes anteriors. Amb aquesta terminal es va augmentar la capacitat de l'aeroport fins als 55 milions de passatgers anuals, podent-se operar 90 vols per hora en lloc dels 62 anteriors. Per aquesta terminal passen fins a 100.000 passatgers diaris.
Té 101 portes repartides entre A, B, C, D i E. Les A i D estan en el dic Nord, les B al central, i les C i E al Sud. Totes les portes A, B i C es corresponen a la zona Schengen (primera planta) i les portes D i E són No-Schengen (tercera planta). Les C estan dedicades a vols regionals (tot i que estan sent adapatades per acomodar més avions No-Schengen, pel continu creixement de vols intercontinentals), i les A són pel Pont Aeri Barcelona-Madrid.
La terminal també disposa de 3 sales VIP, 1 centre balneari, un centre de negocis, gimnàs, perruqueria, una capella, un oratori, dutxes i habitacions per dormir (Air Rooms).
Restaurants i cafeteries: Burguer King, Pans&Company, Eat, Piscolabis, Go Natural, Tapa Tapa, Pannus, Häagen Dazs, La Plaza, Mediterranean Terrace, Como, La Botiga, Fridays, MásQmenos, Boldú, Enrique Tomás. Starbucks, Coofe bar, Central Cafè, Cafe Di Fiore

### Terminal T2
La T2 va ser construïda per Ricard Bofill Leví. L'objectiu va ser ampliar l'aeroport davant l'arribada dels Jocs Olímpics de Barcelona 92. Aquesta terminal està dividida alberga les portes d'embarcament M, R, S, O, W i Y. Ajunta les antigues terminals A, B i C.
Restaurants i cafeteries: Burguer King, Breadway, Dots Bakery, Eat, Enrique Tomás, Exki, Food Market, Go Natural, Mussol, Santa Gloria

### Terminal satèl·lit
És un projecte que augmentarà la capacitat de pasatgers de 55 milions a 70 milions. El projecte consta d'una terminal que es construirà on es troba la torre de control i s'hi accedirà a través d'un tren llançadora des de la terminal 1. Des de la terminal satèl·lit es faran vols internacionals i intercontinentals.

## Aerolínies i destinacions

### Vols nacionals
En asterisc (*), la capital de país.

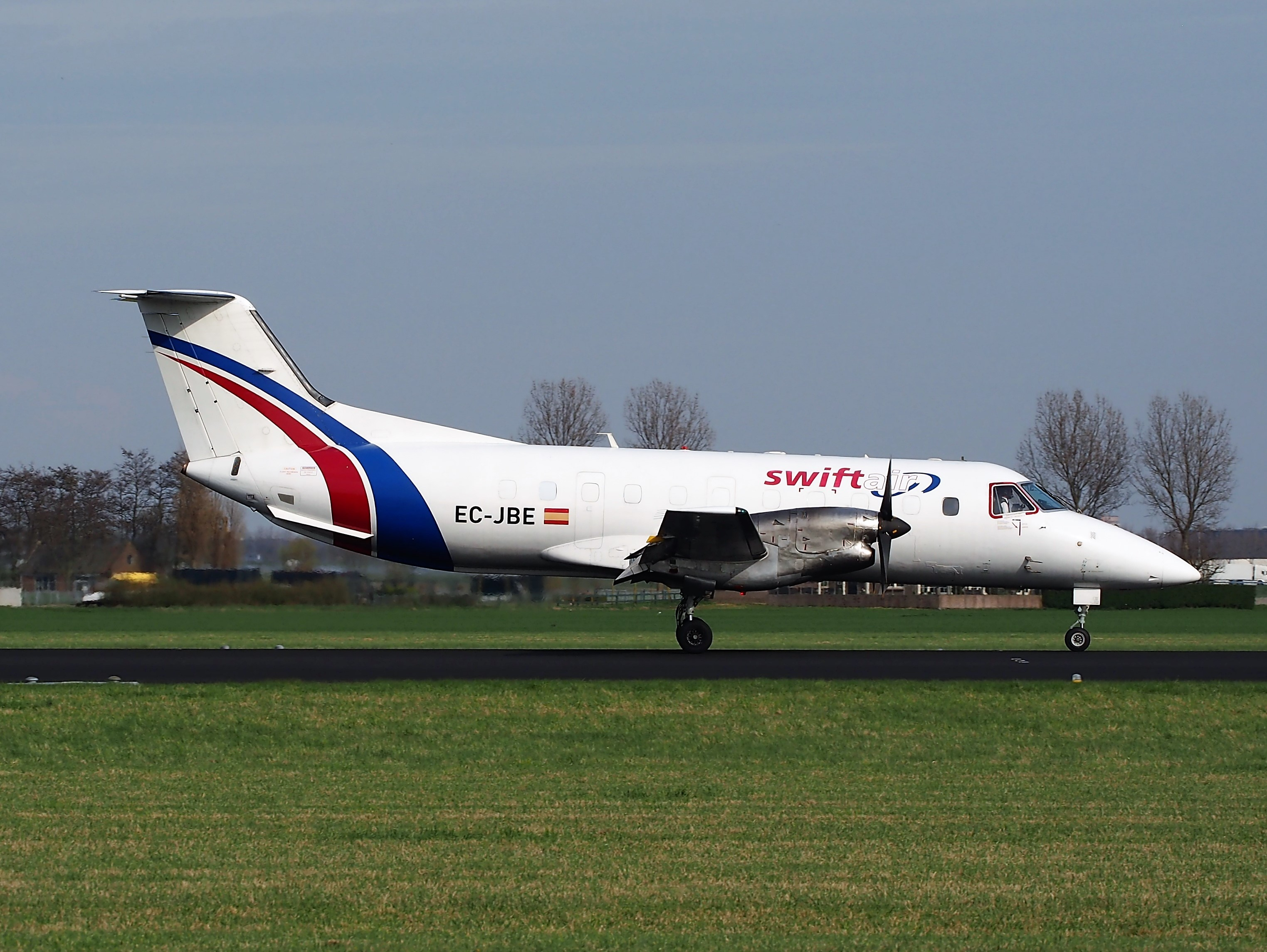
Embraer EMB-120FC Brasilia de Swift Air
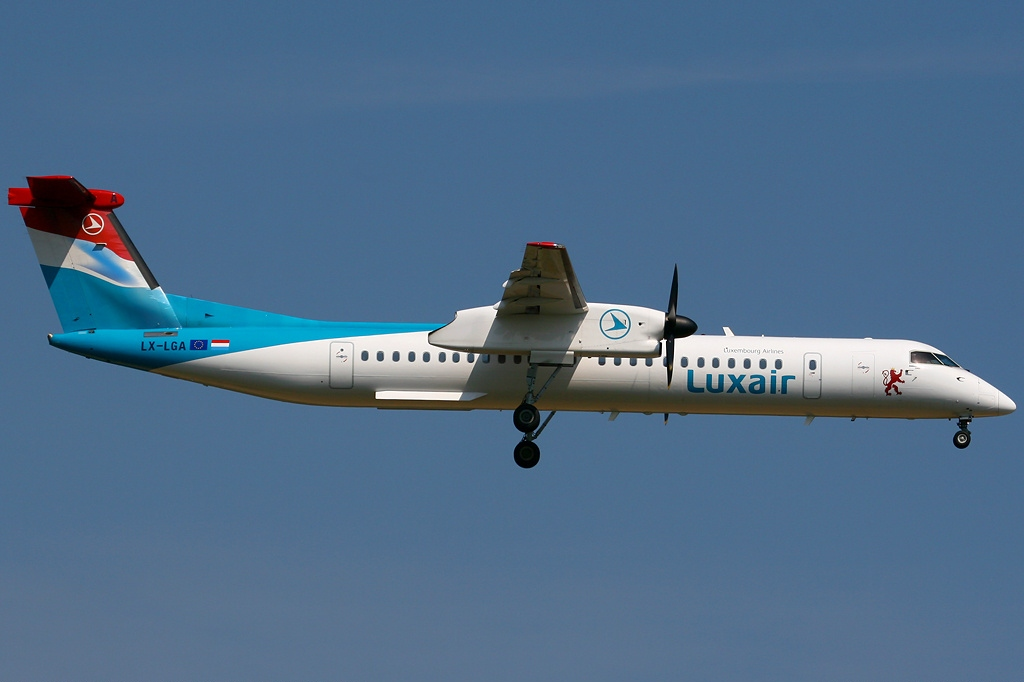
De Havilland Canada Dash 8-400 de Luxair
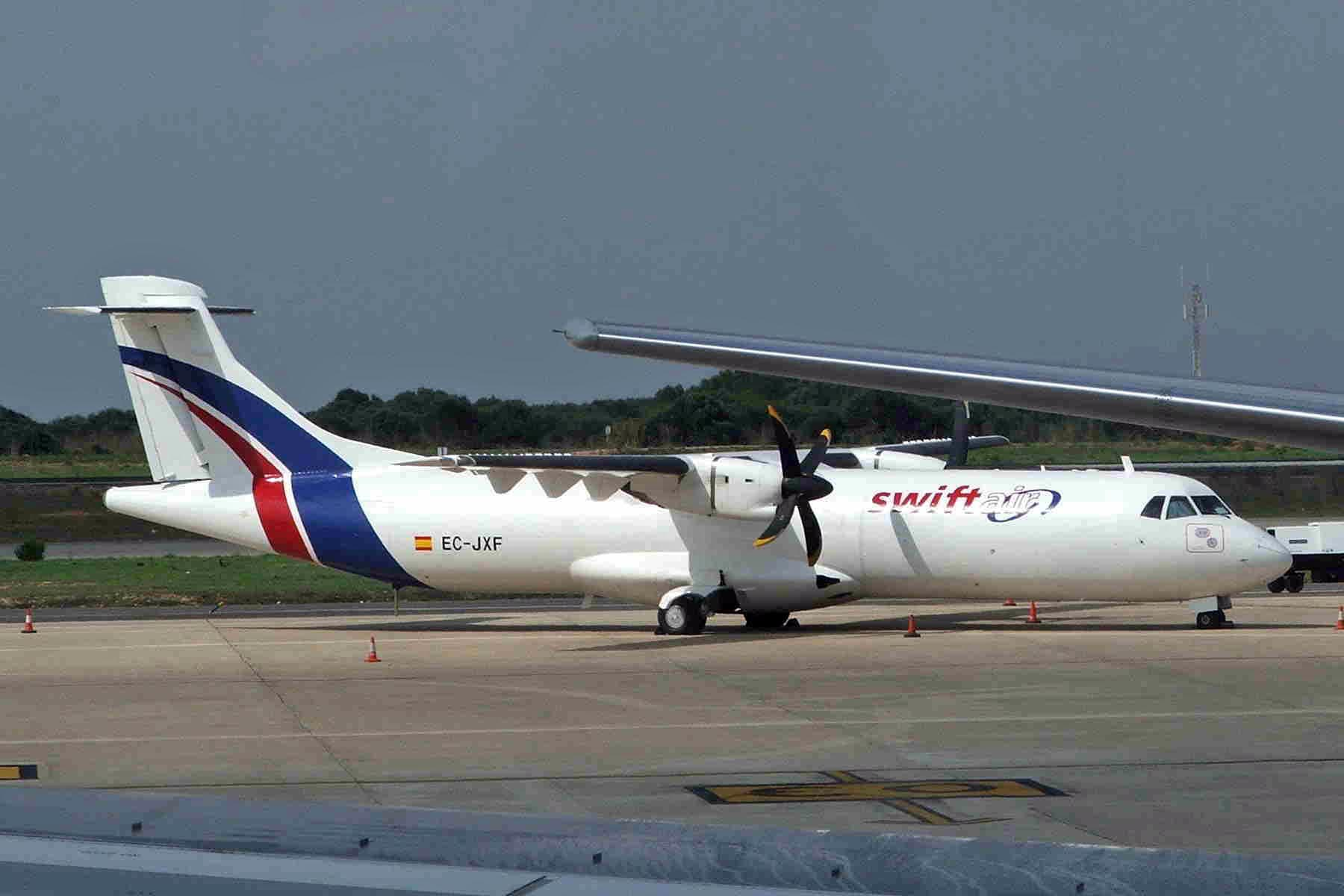
ATR 72 de Swift Air
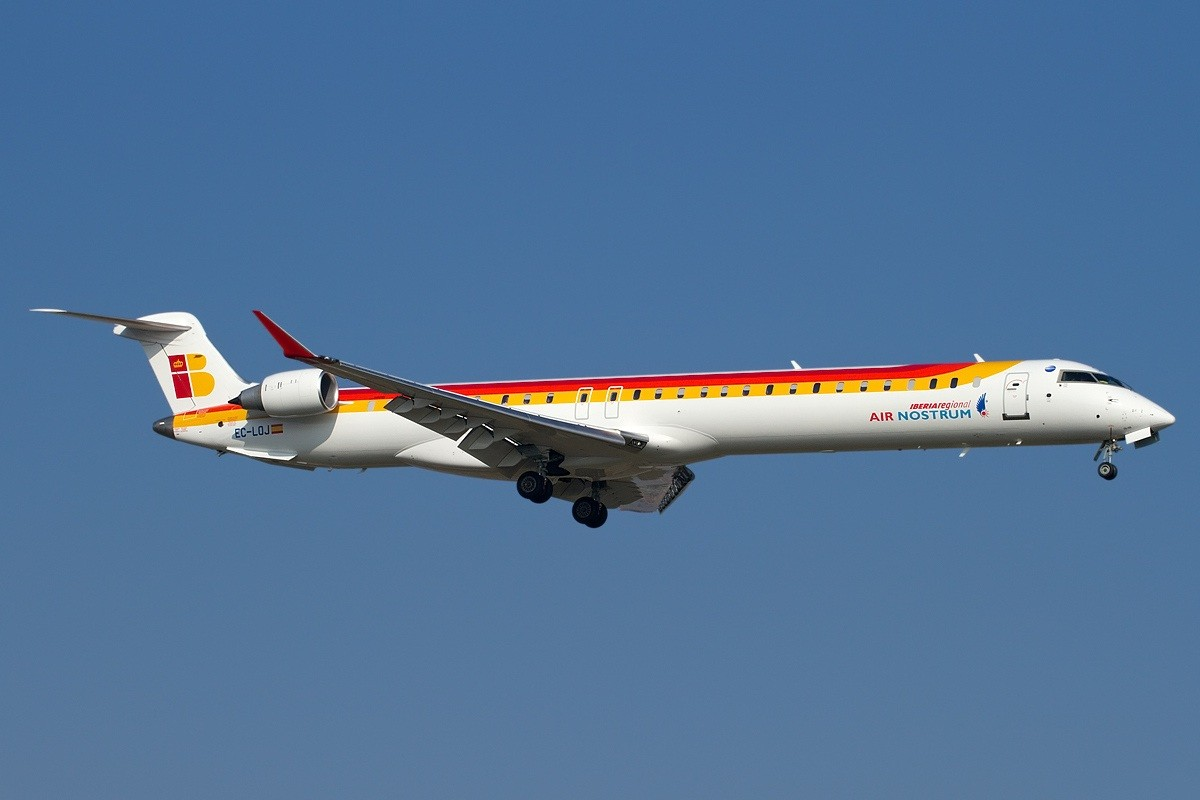
Bombardier CRJ-1000 d'Air Nostrum
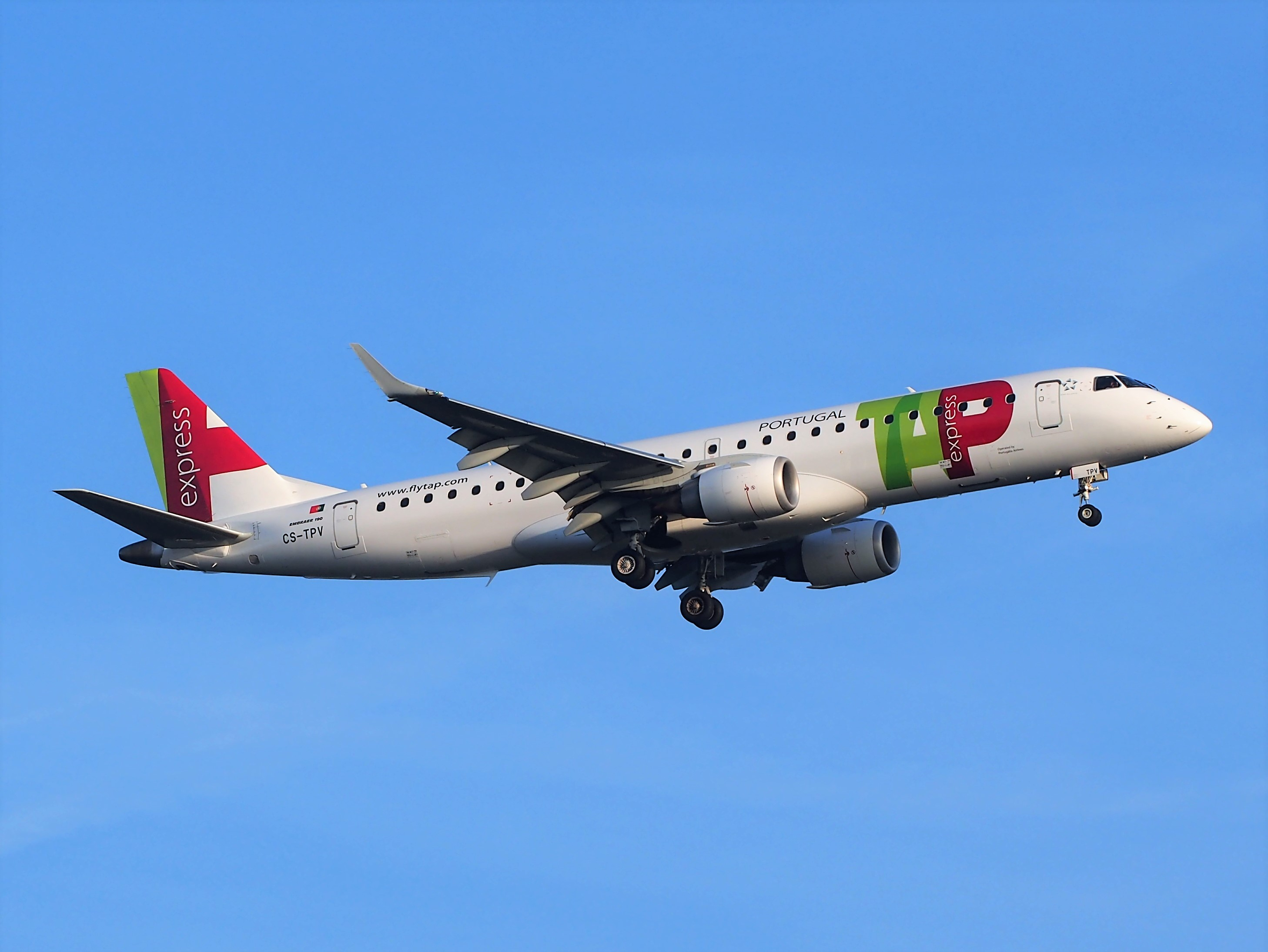
Embraer ERJ-190/95 de TAP
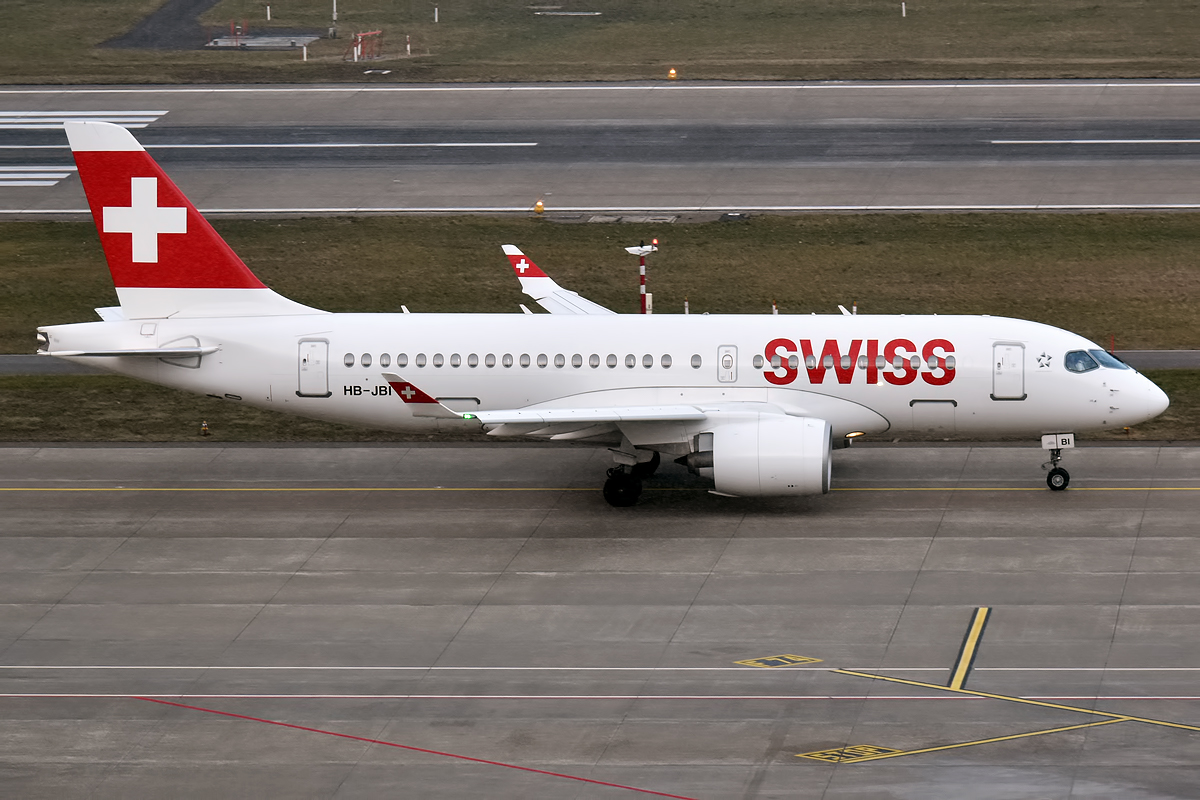
A220 de Swiss Airlines
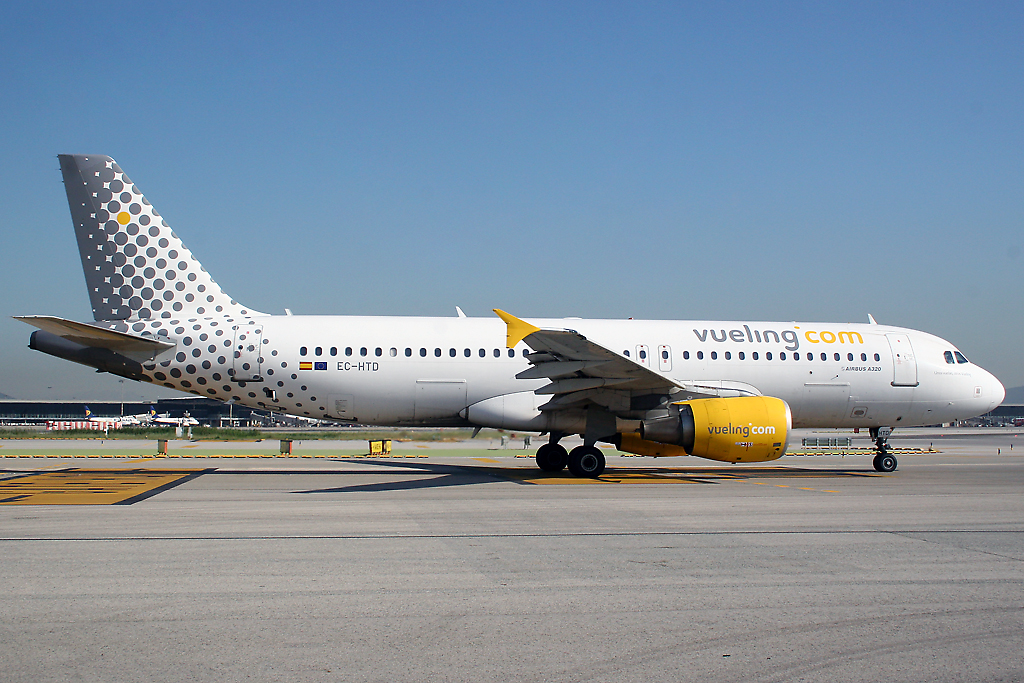
A320/21 de Vueling
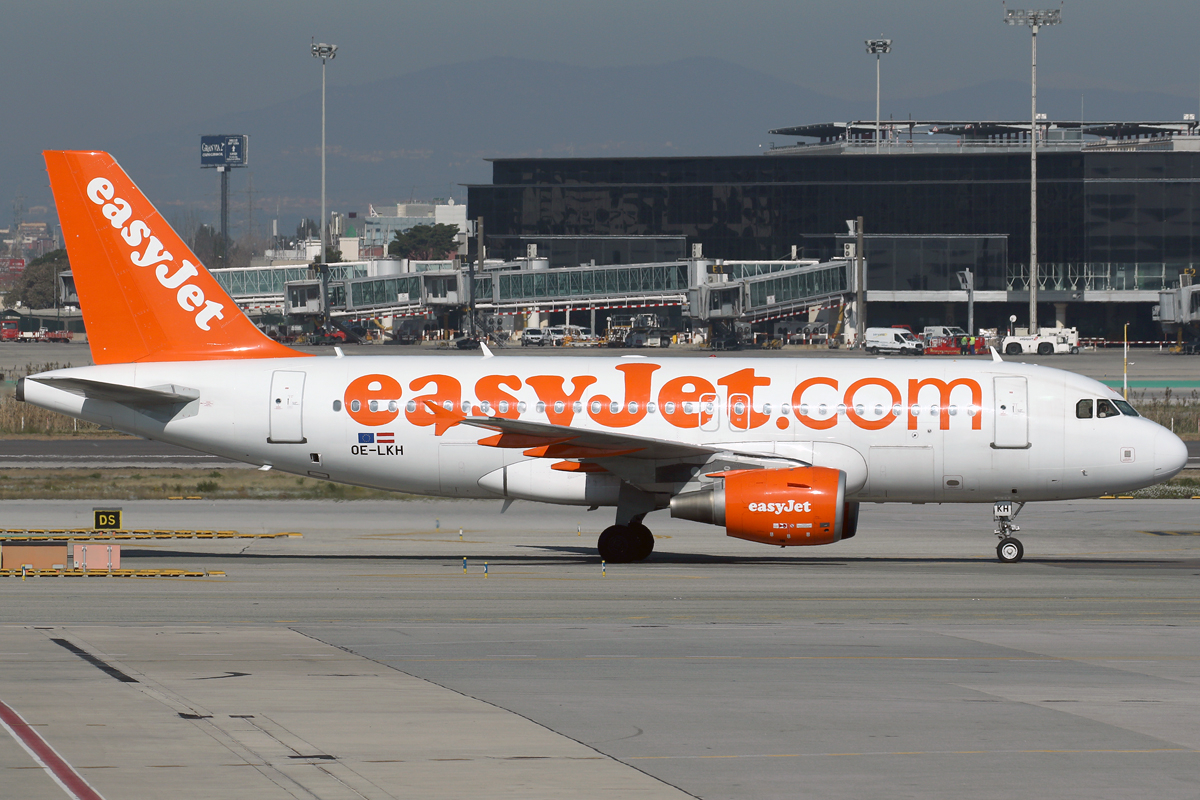
A319 d'EasyJet
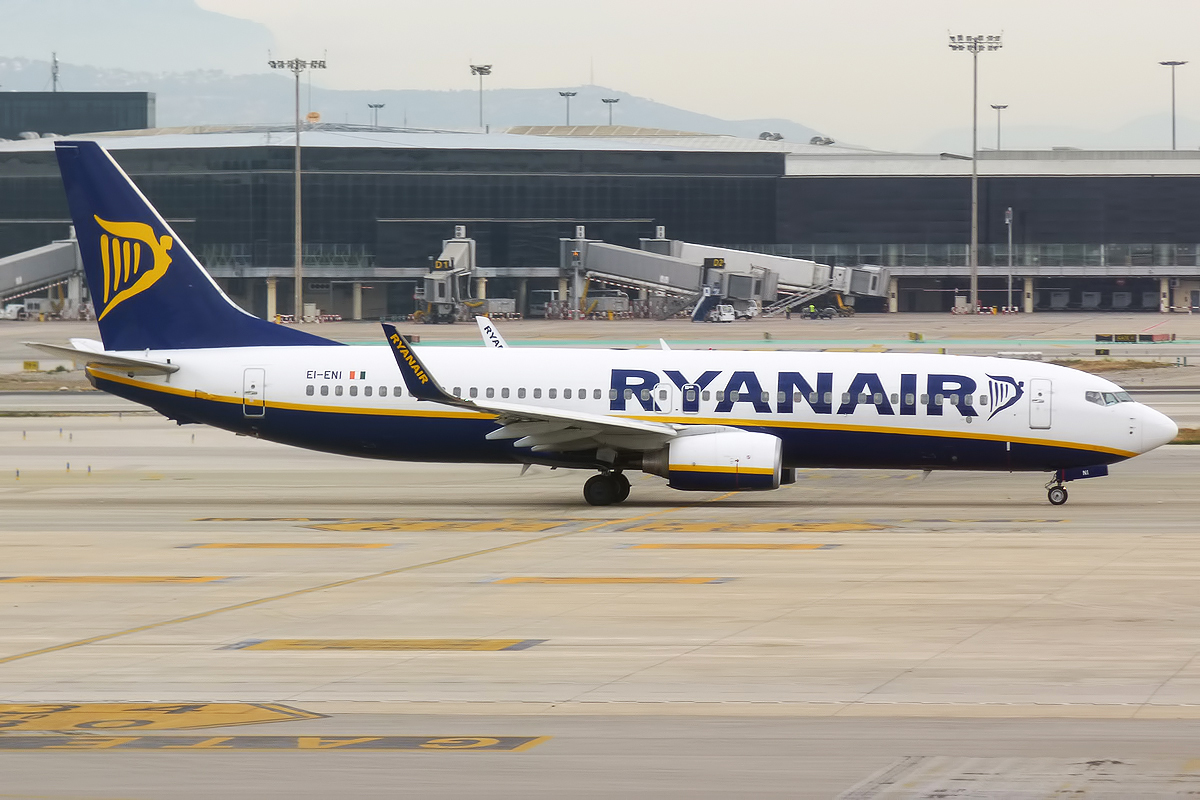
Boeing 737 de Ryanair

(Última actualització: 26 de gener de 2025)
| Ciutat                                                 | Nom de l'aeroport                        | Codi IATA                                | Aerolínies                               | Terminals                                | Avions                                   |
| Andalusia (5 destinacions, 3 aerolínies)               | Andalusia (5 destinacions, 3 aerolínies) | Andalusia (5 destinacions, 3 aerolínies) | Andalusia (5 destinacions, 3 aerolínies) | Andalusia (5 destinacions, 3 aerolínies) | Andalusia (5 destinacions, 3 aerolínies) |
| ------------------------------------------------------ | ---------------------------------------- | ---------------------------------------- | ---------------------------------------- | ---------------------------------------- | ---------------------------------------- |
| Almeria                                                | Aeroport d'Almeria                       | LEI                                      | Vueling                                  | 1                                        | A320/21                                  |
| Granada i Jaén                                         | Aeroport de Granada-Jaén FGL             | GRX                                      | Vueling                                  | 1                                        | A320/21                                  |
| Jerez de la Frontera                                   | Aeroport de Jerez de la Frontera         | XRY                                      | Vueling                                  | 1                                        | A320/21                                  |
| Jerez de la Frontera                                   | Aeroport de Jerez de la Frontera         | XRY                                      | Ryanair                                  | 2                                        | Boeing 737                               |
| Màlaga                                                 | Aeroport de Màlaga-Costa del Sol         | AGP                                      | Vueling                                  | 1                                        | A320/21                                  |
| Màlaga                                                 | Aeroport de Màlaga-Costa del Sol         | AGP                                      | Ryanair                                  | 2                                        | Boeing 737                               |
| Sevilla                                                | Aeroport de Sevilla                      | SVQ                                      | Vueling                                  | 1                                        | A320/21                                  |
| Sevilla                                                | Aeroport de Sevilla                      | SVQ                                      | Air Nostrum                              | 1                                        | Bombardier CRJ-1000                      |
| Sevilla                                                | Aeroport de Sevilla                      | SVQ                                      | Ryanair                                  | 2                                        | Boeing 737                               |
| Principat d'Astúries (1 destinació, 2 aerolínies)      |                                          |                                          |                                          |                                          |                                          |
| Astúries                                               | Aeroport d'Astúries                      | OVD                                      | Vueling                                  | 1                                        | A320/21                                  |
| Astúries                                               | Aeroport d'Astúries                      | OVD                                      | Volotea                                  | 2                                        | A319                                     |
| Illes Balears (3 destinacions, 3 aerolínes)            |                                          |                                          |                                          |                                          |                                          |
| Eivissa                                                | Aeroport d'Eivissa                       | IBZ                                      | Vueling                                  | 1                                        | A320/21                                  |
| Eivissa                                                | Aeroport d'Eivissa                       | IBZ                                      | Ryanair                                  | 2                                        | Boeing 737                               |
| Menorca                                                | Aeroport de Menorca                      | MAH                                      | Vueling                                  | 1                                        | A320/21                                  |
| Palma                                                  | Aeroport de Palma                        | PMI                                      | Air Europa                               | 1                                        | Boeing 737                               |
| Palma                                                  | Aeroport de Palma                        | PMI                                      | Vueling                                  | 1                                        | A320/21                                  |
| Palma                                                  | Aeroport de Palma                        | PMI                                      | Ryanair                                  | 2                                        | Boeing 737                               |
| Illes Canàries (5 destinacions, 2 aerolínies)          |                                          |                                          |                                          |                                          |                                          |
| Fuerteventura                                          | Aeroport de Fuerteventura                | FUE                                      | Vueling                                  | 1                                        | A320/21                                  |
| Fuerteventura                                          | Aeroport de Fuerteventura                | FUE                                      | Ryanair                                  | 2                                        | Boeing 737                               |
| Gran Canària                                           | Aeroport de Gran Canària                 | LPA                                      | Vueling                                  | 1                                        | A320/21                                  |
| Gran Canària                                           | Aeroport de Gran Canària                 | LPA                                      | Ryanair                                  | 2                                        | Boeing 737                               |
| La Palma                                               | Aeroport de La Palma                     | SPC                                      | Vueling                                  | 1                                        | A320/21                                  |
| Lanzarote                                              | Aeroport de Lanzarote César Manrique     | ACE                                      | Vueling                                  | 1                                        | A320/21                                  |
| Lanzarote                                              | Aeroport de Lanzarote César Manrique     | ACE                                      | Ryanair                                  | 2                                        | Boeing 737                               |
| Tenerife                                               | Aeroport de Tenerife Norte-C. La Laguna  | TFN                                      | Vueling                                  | 1                                        | A320/21                                  |
| Tenerife                                               | Aeroport de Tenerife Norte-C. La Laguna  | TFN                                      | Ryanair                                  | 2                                        | Boeing 737                               |
| Tenerife                                               | Aeroport de Tenerife Sud                 | TFS                                      | Ryanair                                  | 2                                        | Boeing 737                               |
| Cantàbria (1 destinació, 1 aerolínia)                  |                                          |                                          |                                          |                                          |                                          |
| Santander                                              | Aeroport de Santander-Seve Ballesteros   | SDR                                      | Vueling                                  | 1                                        | A320/21                                  |
| Castella i Lleó (2 destinacions, 2 aerolínies)         |                                          |                                          |                                          |                                          |                                          |
| Lleó                                                   | Aeroport de Lleó                         | LEN                                      | Air Nostrum                              | 1                                        | Bombardier CRJ-1000                      |
| Valladolid                                             | Aeroport de Valladolid                   | VLL                                      | Ryanair                                  | 2                                        | Boeing 737                               |
| País Valencià (2 destinacions, 3 aerolínies)           |                                          |                                          |                                          |                                          |                                          |
| Alacant i Elx                                          | Aeroport d'Alacant-Elx                   | ALC                                      | Vueling                                  | 1                                        | A320/21                                  |
| València                                               | Aeroport de València                     | VLC                                      | Air Nostrum                              | 1                                        | Bombardier CRJ-1000                      |
| València                                               | Aeroport de València                     | VLC                                      | Air Europa                               | 1                                        | Boeing 737                               |
| Extremadura (1 destinació, 1 aerolínia)                |                                          |                                          |                                          |                                          |                                          |
| Badajoz                                                | Aeroport de Badajoz                      | BJZ                                      | Air Nostrum                              | 1                                        | Bombardier CRJ-1000                      |
| Galícia (3 destinacions, 2 aerolínies)                 |                                          |                                          |                                          |                                          |                                          |
| La Corunya                                             | Aeroport de la Corunya                   | LCG                                      | Vueling                                  | 1                                        | A320/21                                  |
| Santiago de Compostel·la                               | Aeroport de Santiago-Rosalía de Castro   | SCQ                                      | Vueling                                  | 1                                        | A320/21                                  |
| Santiago de Compostel·la                               | Aeroport de Santiago-Rosalía de Castro   | SCQ                                      | Ryanair                                  | 2                                        | Boeing 737                               |
| Vigo                                                   | Aeroport de Vigo                         | VGO                                      | Vueling                                  | 1                                        | A320/21                                  |
| Vigo                                                   | Aeroport de Vigo                         | VGO                                      | Ryanair                                  | 2                                        | Boeing 737                               |
| Comunitat de Madrid (1 destinació, 3 aerolínies)       |                                          |                                          |                                          |                                          |                                          |
| Madrid *                                               | Aeroport de Madrid-Barajas Adolfo Suárez | MAD                                      | Air Europa                               | 1                                        | Boeing 787                               |
| Madrid *                                               | Aeroport de Madrid-Barajas Adolfo Suárez | MAD                                      | Iberia                                   | 1                                        | A319/20/21                               |
| Regió de Múrica (1 destinació, 1 aerolínia)            |                                          |                                          |                                          |                                          |                                          |
| Múrcia                                                 | Aeroport de Múrcia-San Javier            | RMU                                      | Volotea                                  | 2                                        | A319/20                                  |
| País Basc (2 destinacions, 1 aerolínia)                |                                          |                                          |                                          |                                          |                                          |
| Bilbao                                                 | Aeroport de Bilbao                       | BIO                                      | Vueling                                  | 1                                        | A320/21                                  |
| Sant Sebastià                                          | Aeroport de Sant Sebastià                | EAS                                      | Vueling                                  | 1                                        | A320/21                                  |
| Vitoria-Gazteiz                                        | Aeroport de Vitoria                      | VIT                                      | Volotea                                  | 2                                        | A319/20                                  |
| Ciutat Autònoma de Melilla (1 destinació, 1 aerolínia) |                                          |                                          |                                          |                                          |                                          |
| Melilla                                                | Aeroport de Melilla                      | MLN                                      | Air Nostrum                              | 1                                        | ATR 72 600                               |

#### Mapa de vols nacionals

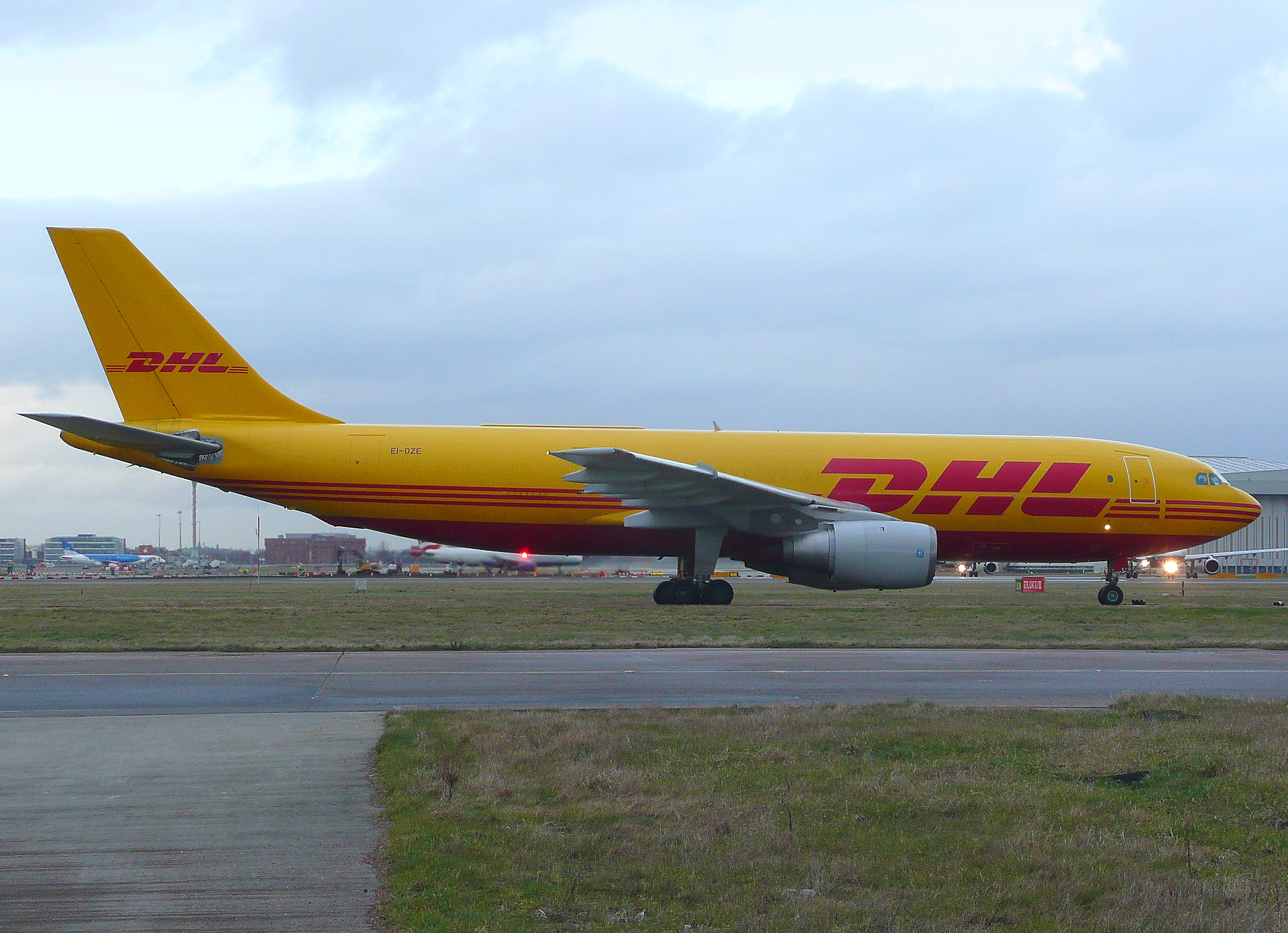
A300 de DHL
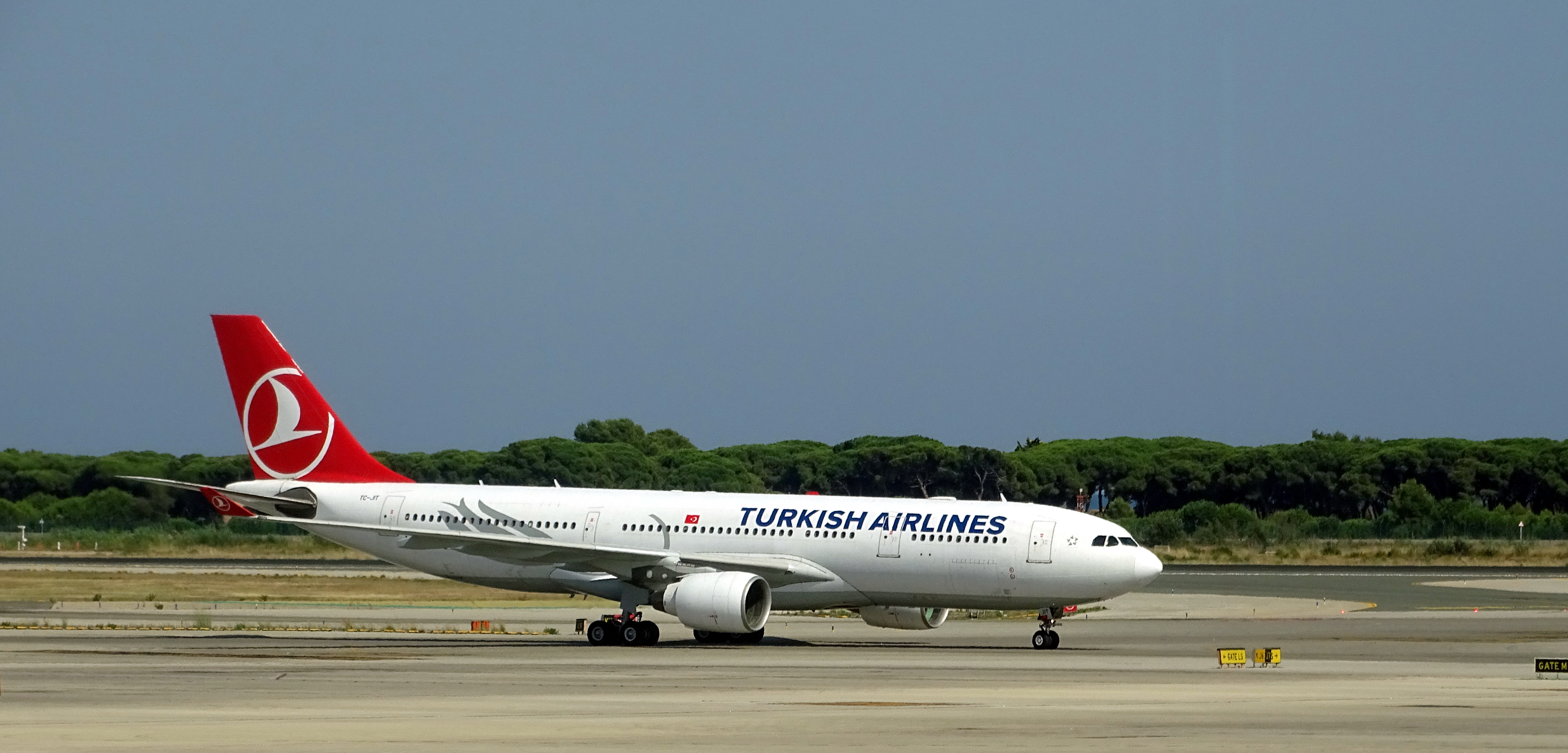
A330 de Turkish Airlines
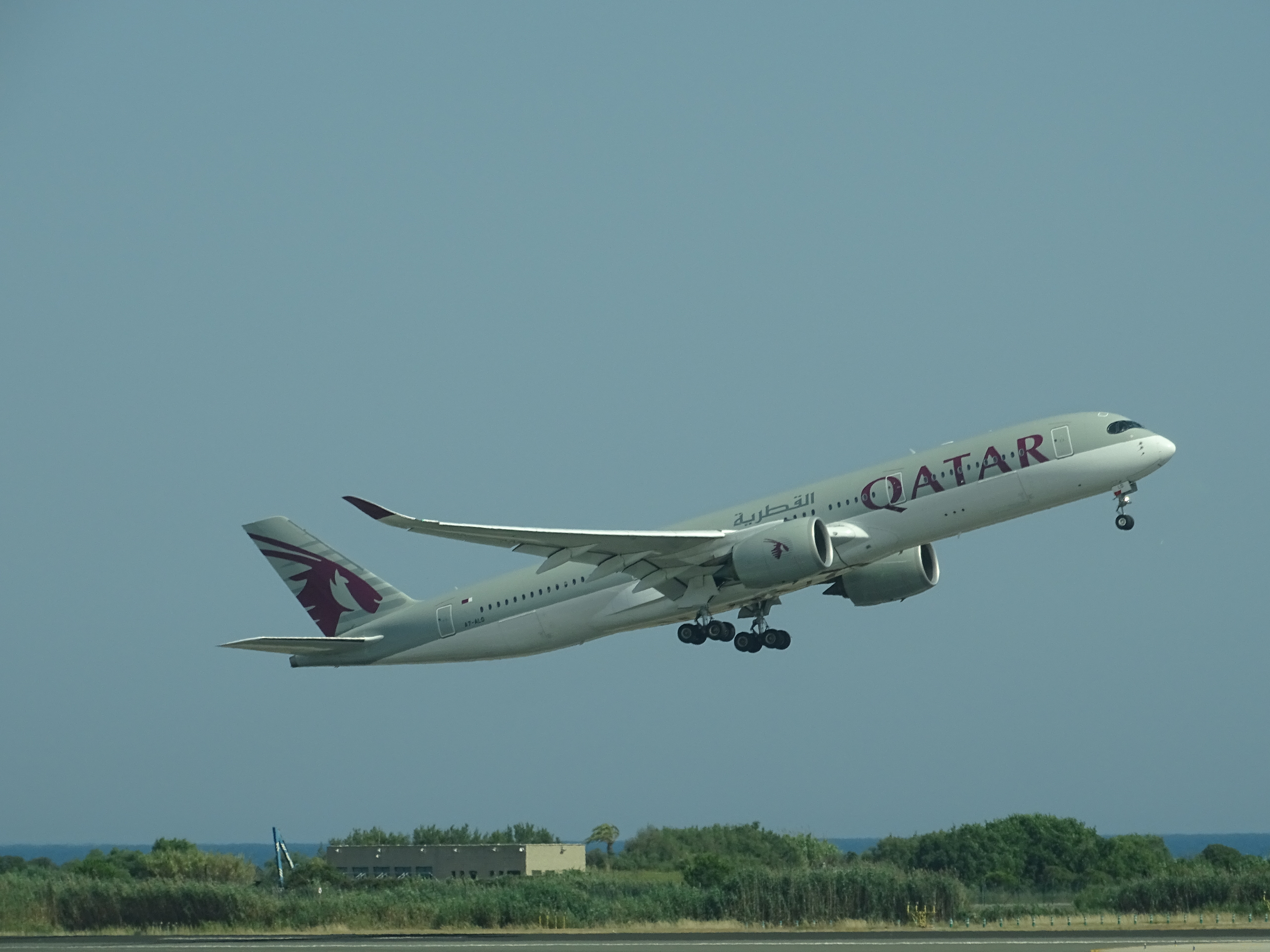
A350 de Qatar Airways
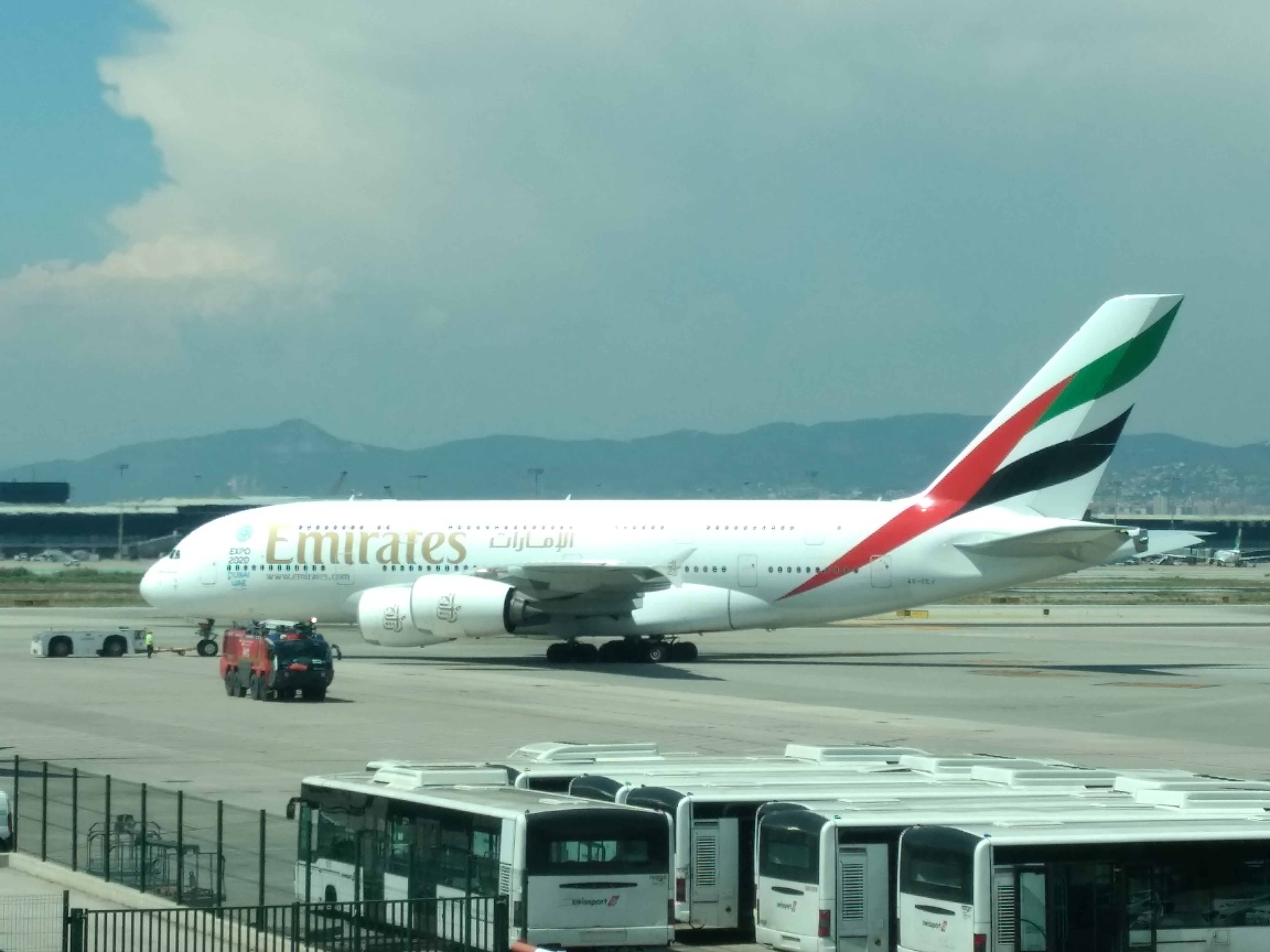
A380 d'Emirates
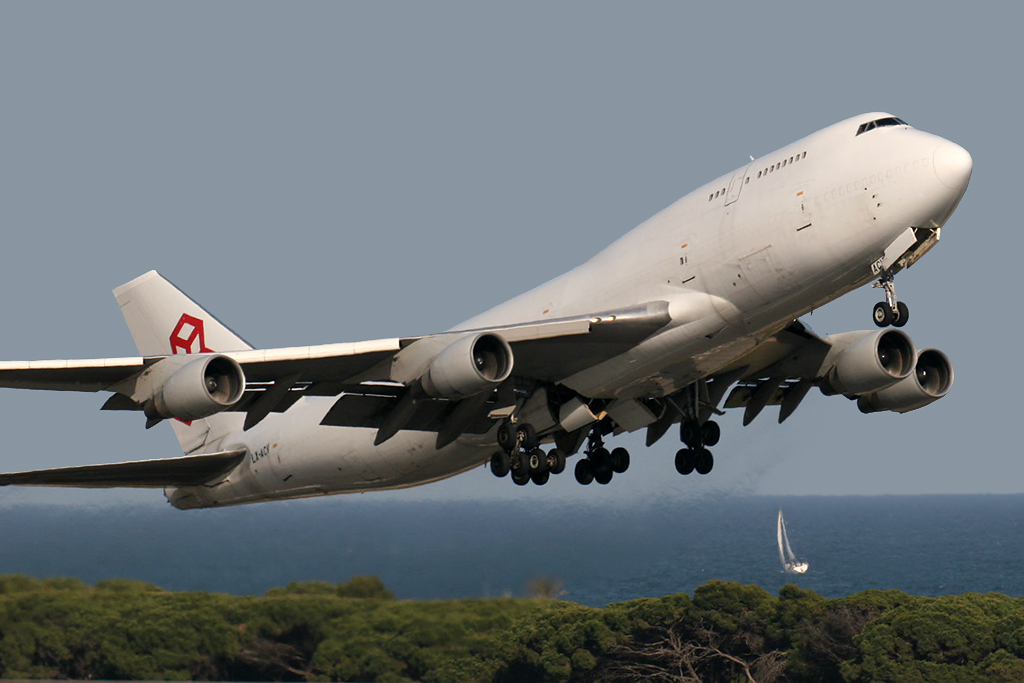
Boeing 747 de Cargolux
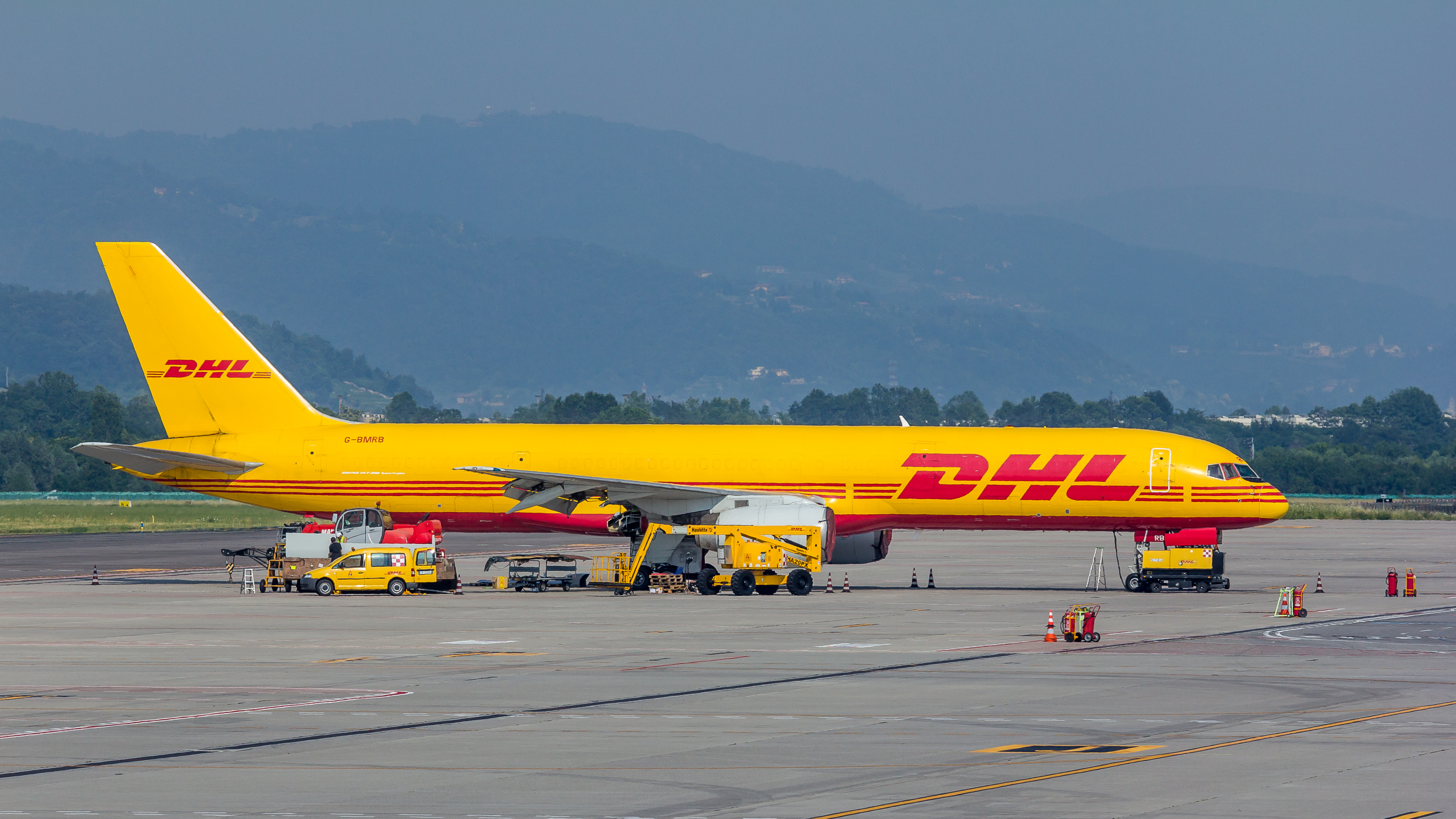
Boeing 757 de DHL
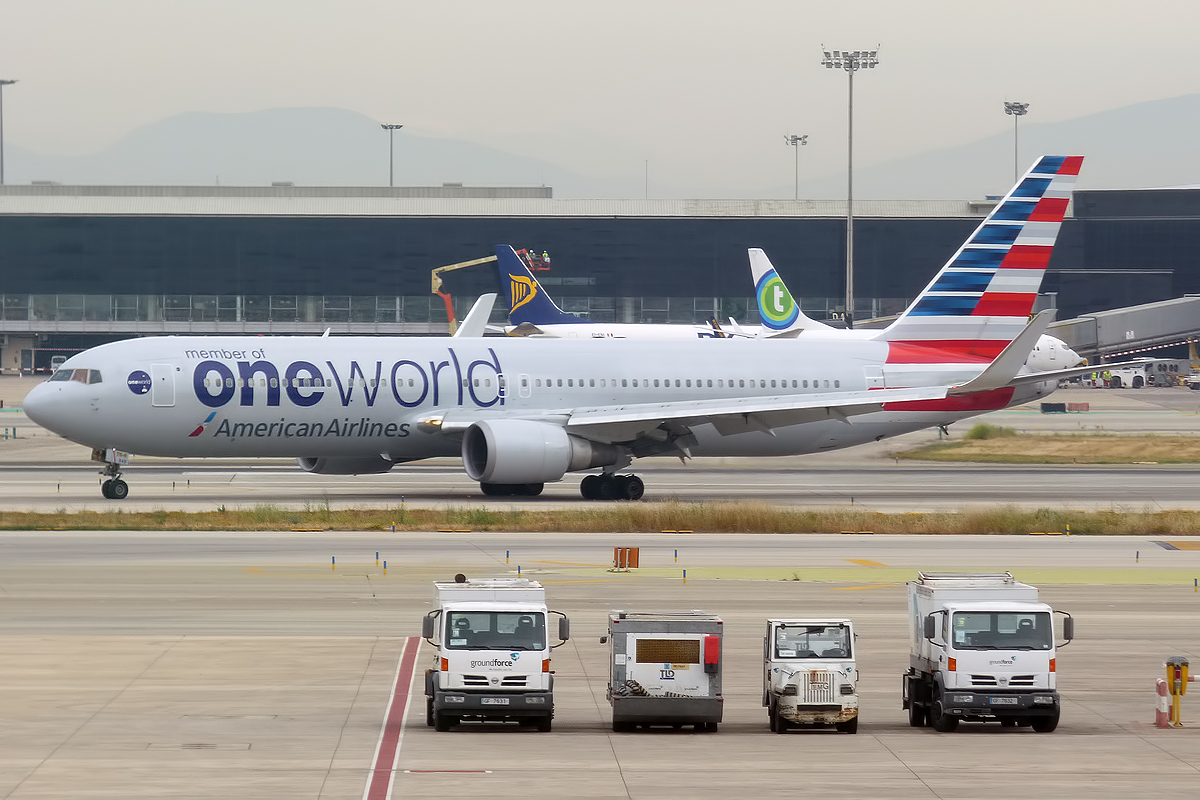
Boeing 767 d'American Airlines
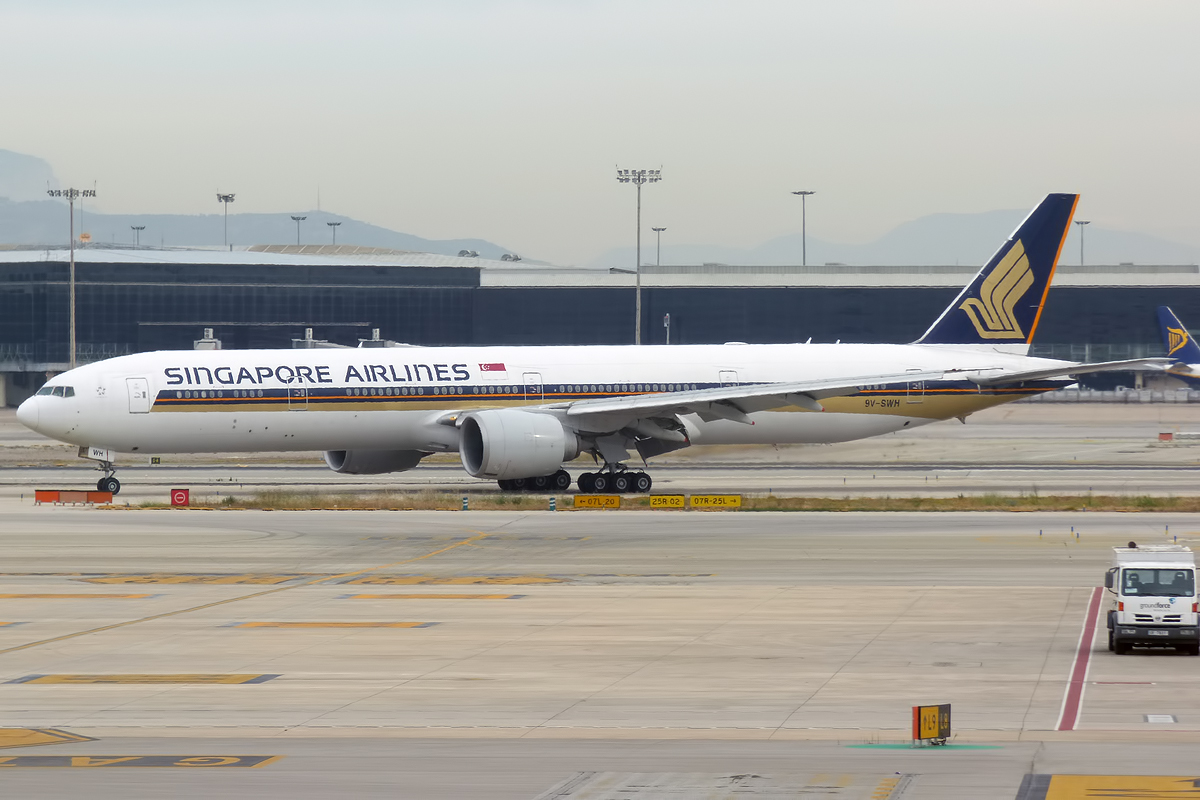
Boeing 777 de Singapore Airlines

### Vols intercontinentals
En asterisc (*), la capital de país.

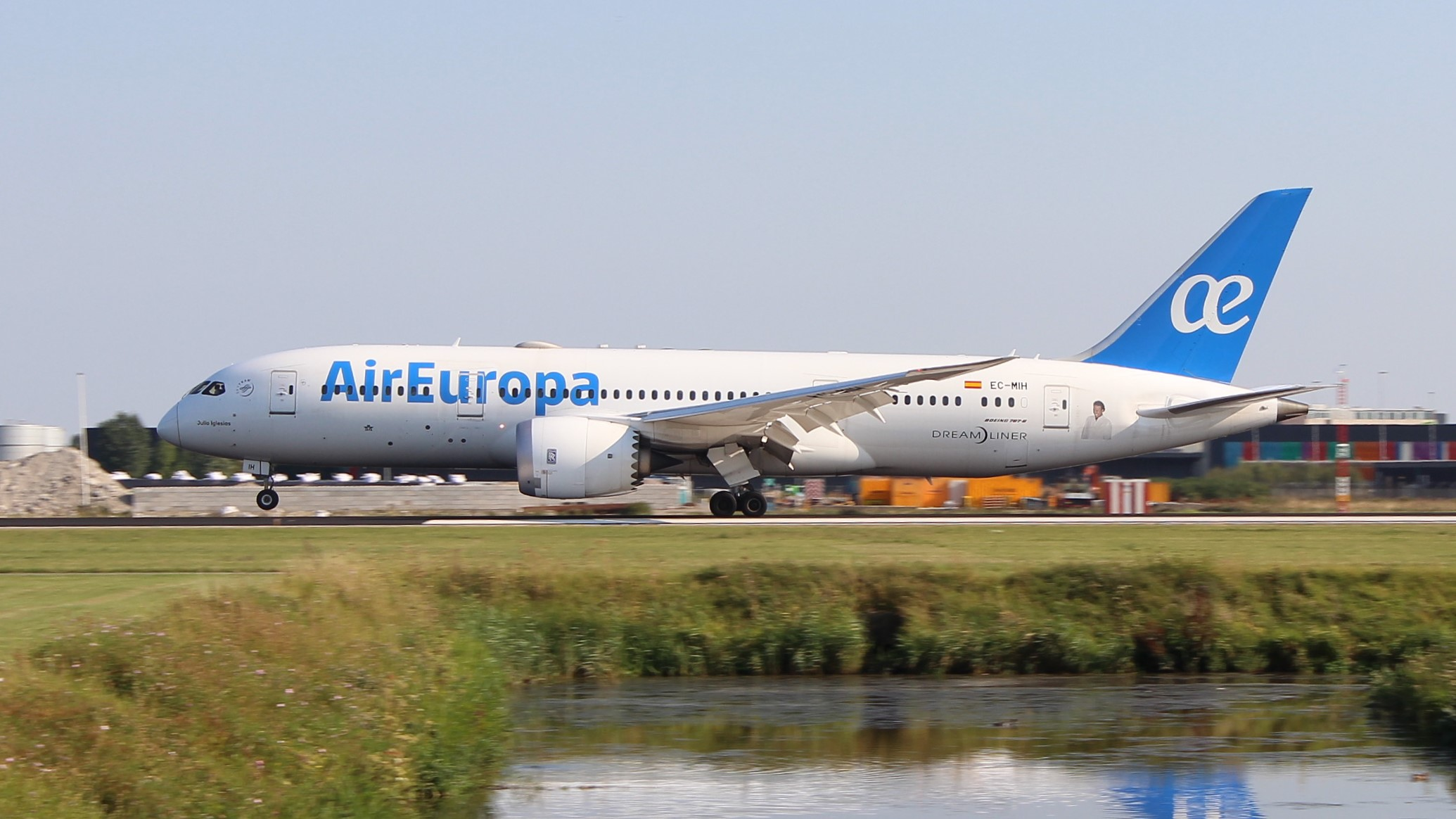
Boeing 787 d'Air Europa
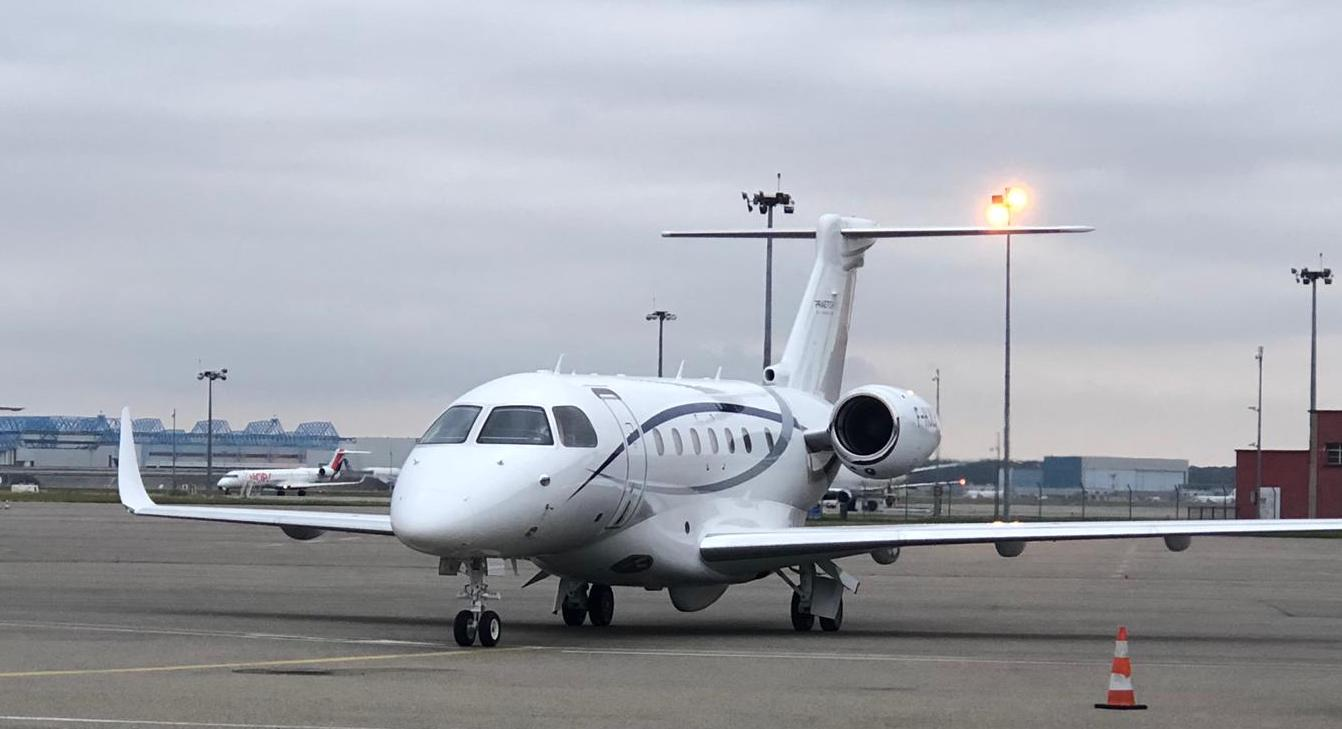
Aviació privada
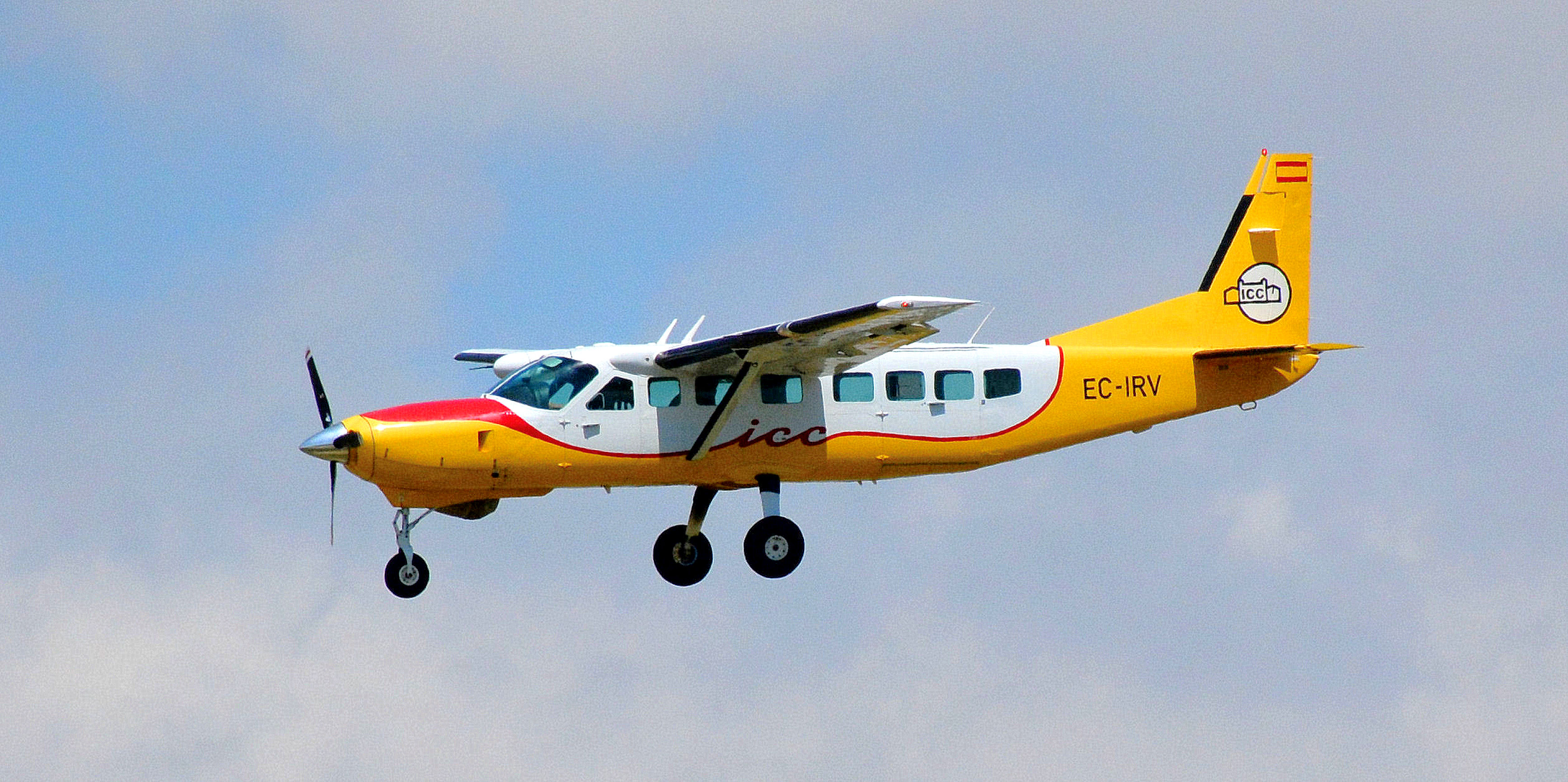
Cessna 208B Grand Caravan, de l'Institut Cartogràfic de Catalunya
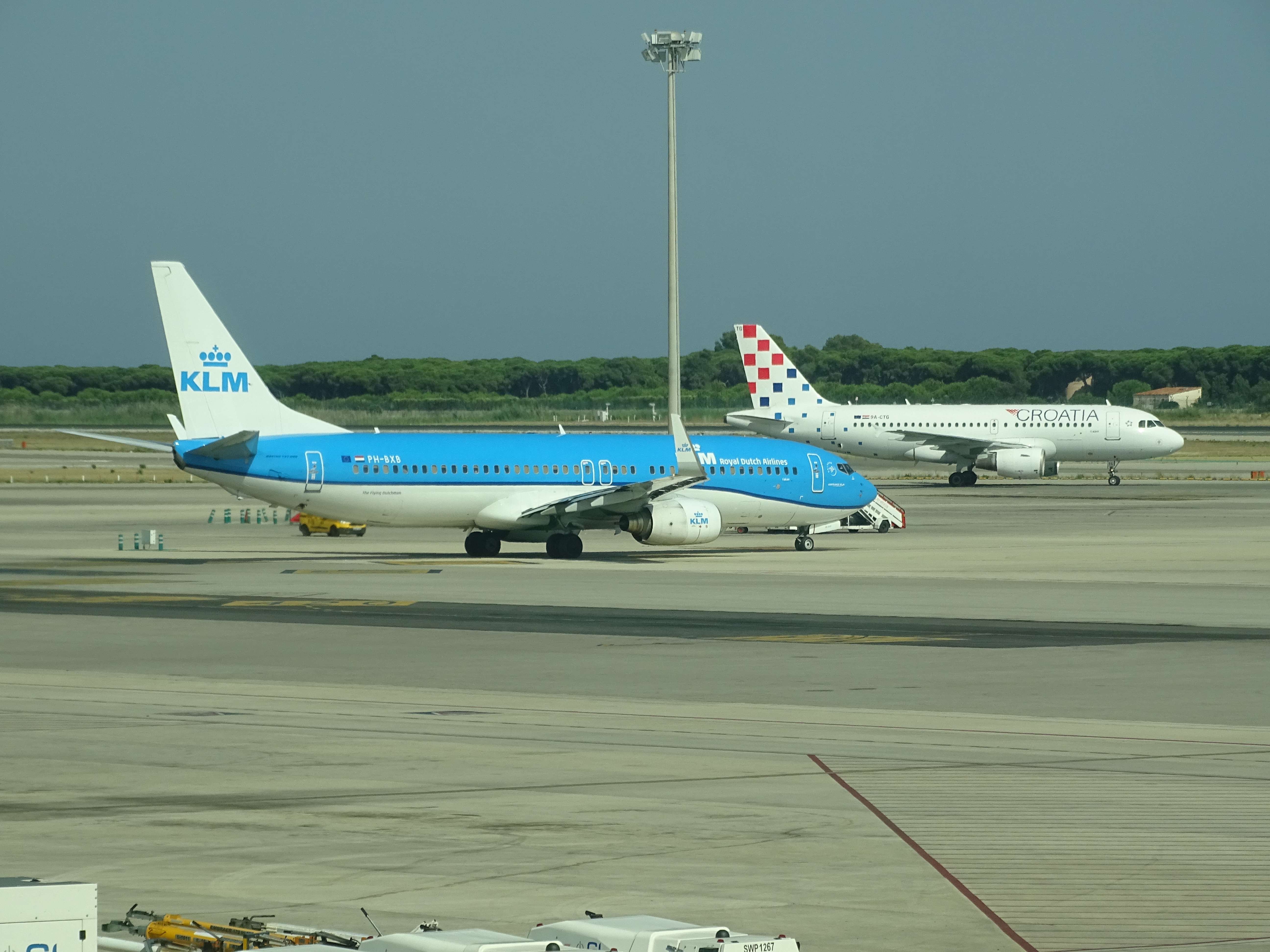
Boeing 737 de KLM i A319 de Croatian Airlines.
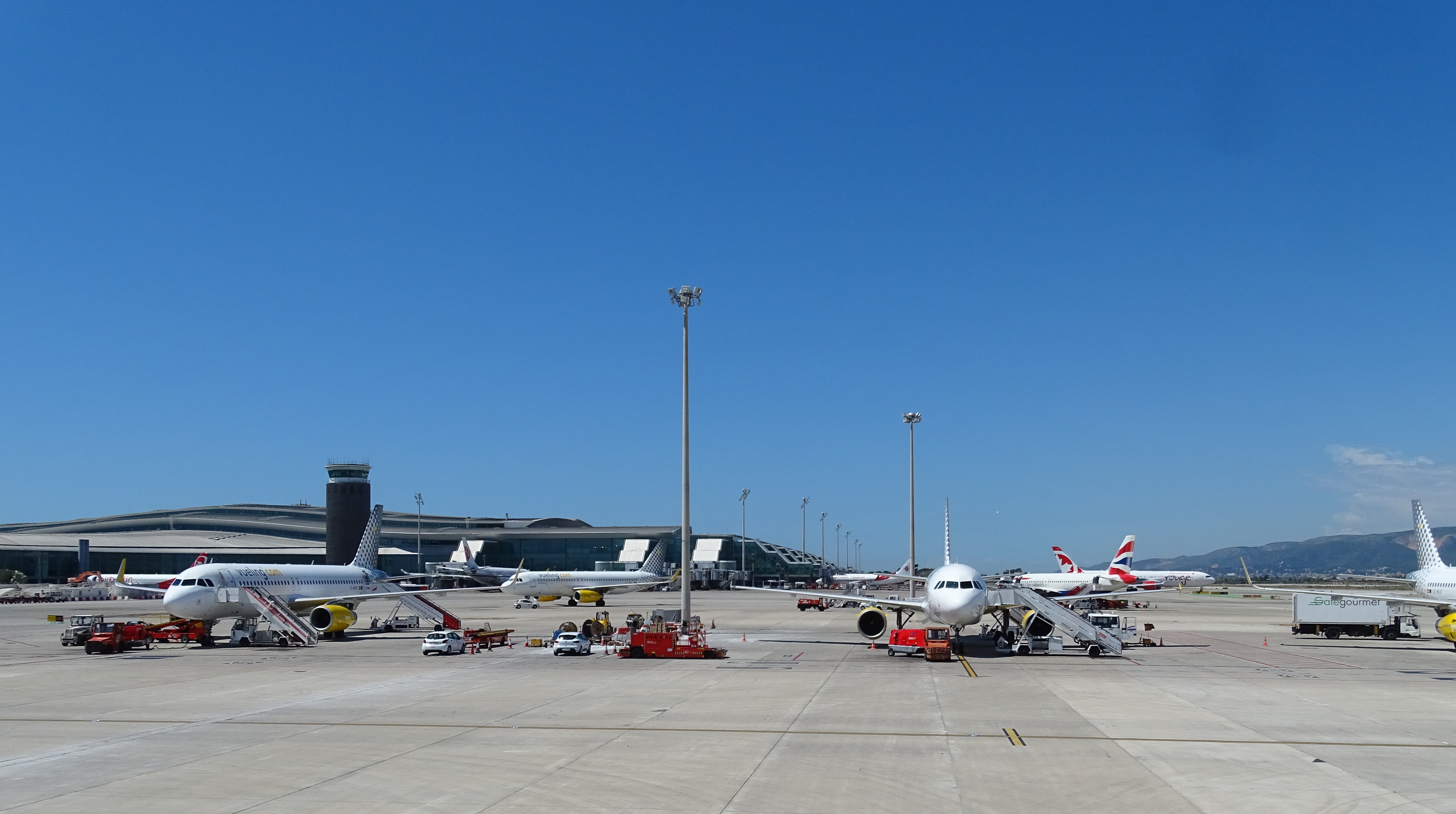
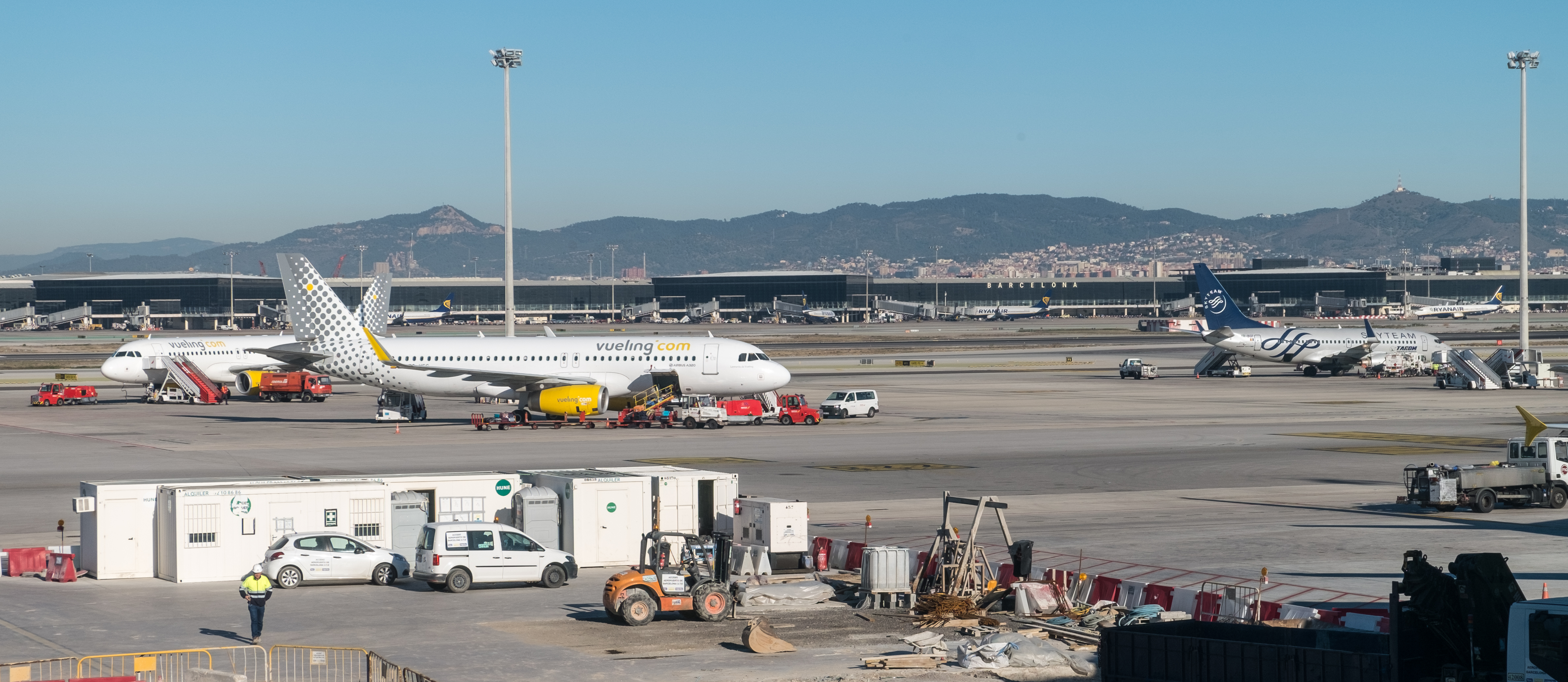
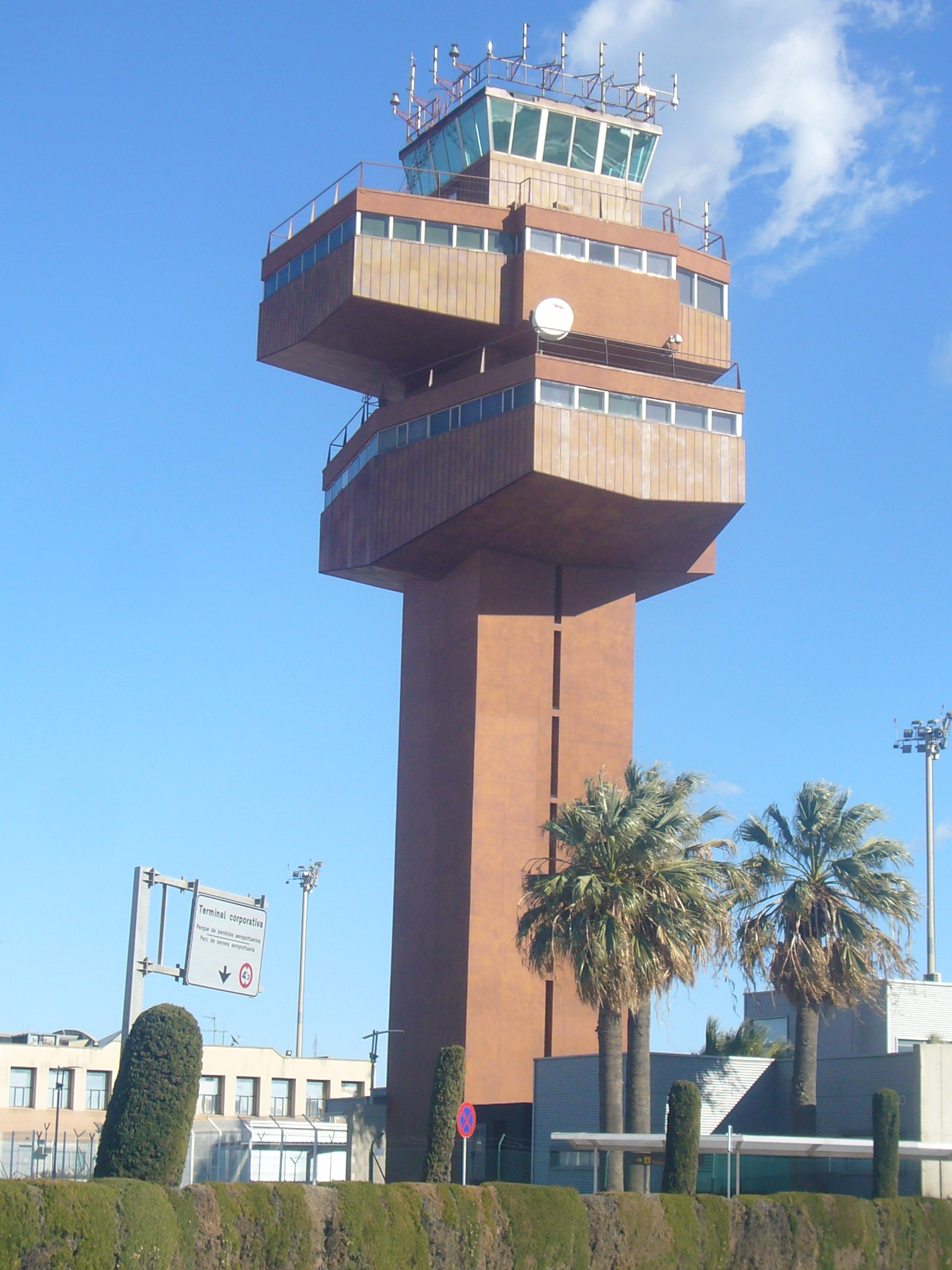
Torre de control antiga
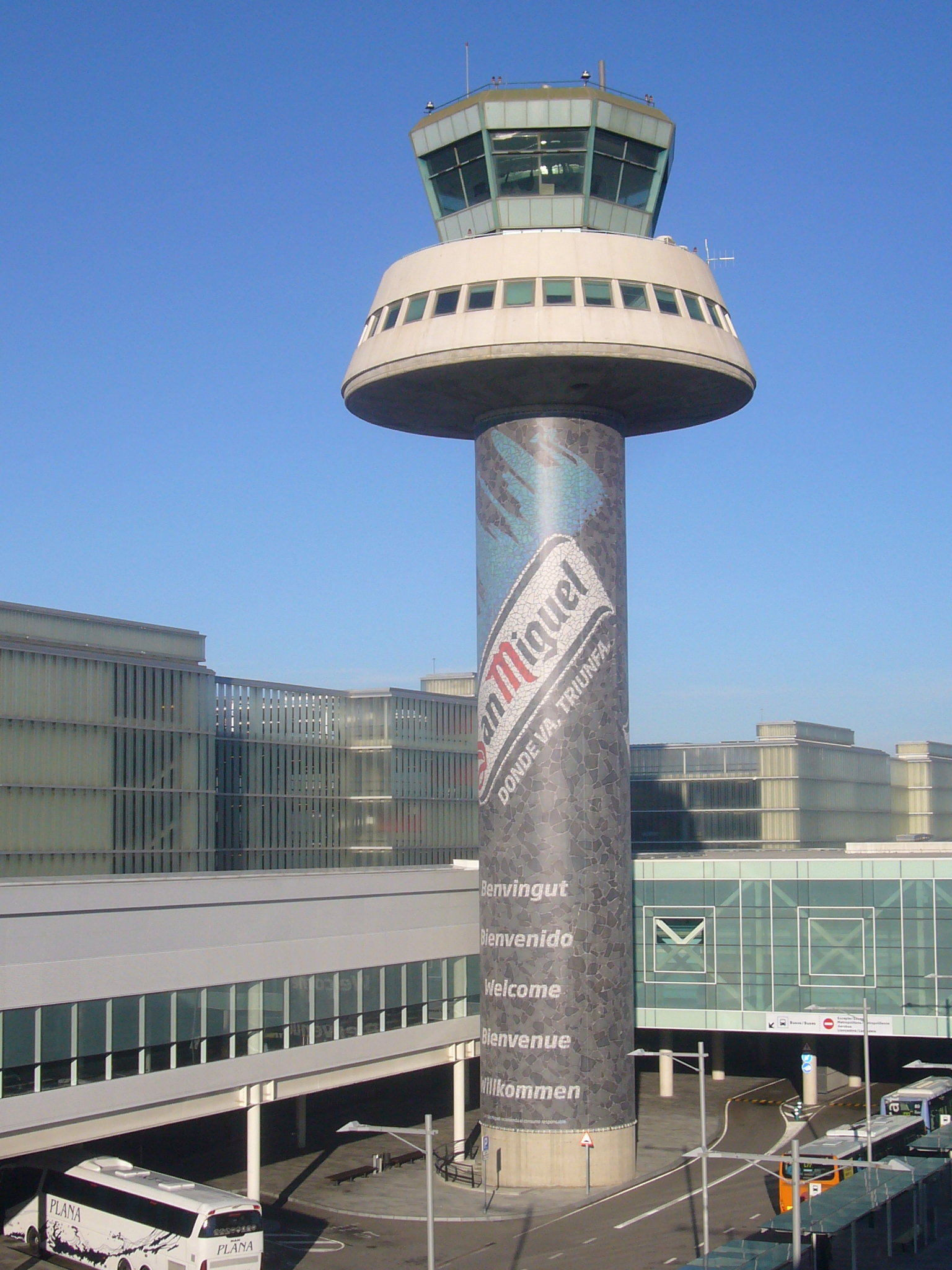
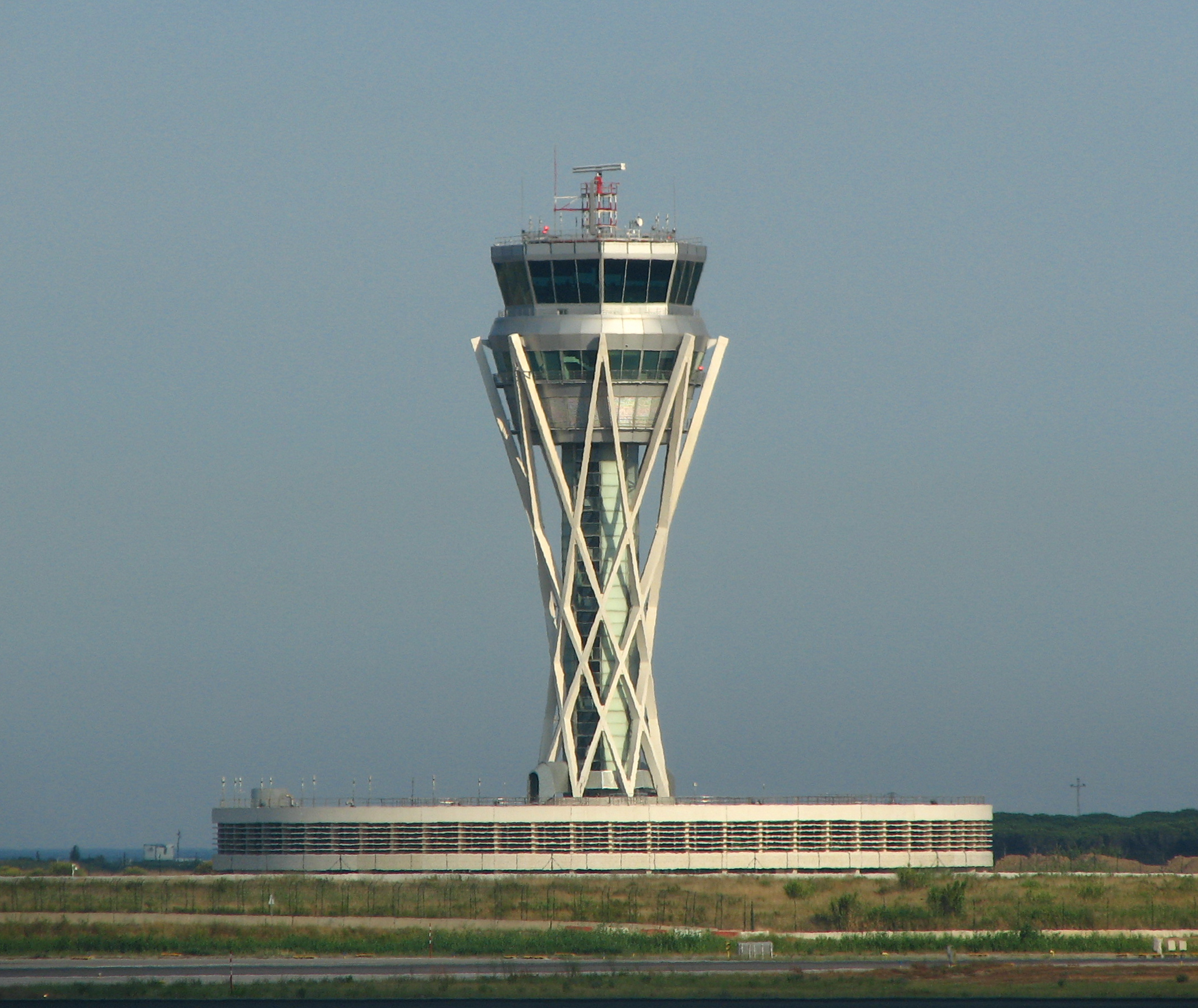
Nova torre de control

| Ciutat                                             | Nom de l'aeroport                                     | Codi IATA                             | Aerolínies                            | Terminals                             | Avions                                        | Freqüències setmanals | Observacions                                                               |
| Amèrica del Nord                                   | Amèrica del Nord                                      | Amèrica del Nord                      | Amèrica del Nord                      | Amèrica del Nord                      | Amèrica del Nord                              | Amèrica del Nord      | Amèrica del Nord                                                           |
| Canadà (3 destinacions, 3 aerolínies)              | Canadà (3 destinacions, 3 aerolínies)                 | Canadà (3 destinacions, 3 aerolínies) | Canadà (3 destinacions, 3 aerolínies) | Canadà (3 destinacions, 3 aerolínies) | Canadà (3 destinacions, 3 aerolínies)         |                       |                                                                            |
| -------------------------------------------------- | ----------------------------------------------------- | ------------------------------------- | ------------------------------------- | ------------------------------------- | --------------------------------------------- | --------------------- | -------------------------------------------------------------------------- |
| Halifax                                            | Aeroport Internacional de Halifax Stanfield           | YHZ                                   | Westjet                               | 2                                     | Boeing 737 MAX 8                              | 4                     | Del 27 de juny al 29 de setembre de 2025.                                  |
| Mont-real                                          | Aeroport Internacional Pierre Elliott Trudeau         | YUL                                   | Air Canada                            | 1                                     | Boeing 777-300ER, A330-300                    | 7 (Diari)             |                                                                            |
| Mont-real                                          | Aeroport Internacional Pierre Elliott Trudeau         | YUL                                   | Air Transat                           | 2                                     | A321LR, A330-200                              | 3-7                   |                                                                            |
| Toronto                                            | Aeroport Internacional Toronto Pearson                | YYZ                                   | Air Canada                            | 1                                     | Boeing 777-300ER, Boeing 777-200LR            | 7 (Diari)             |                                                                            |
| Calgary                                            | Aeroport Internacional de Calgary                     | YYC                                   | Westjet                               | 2                                     | Boeing 787-9                                  | 4                     |                                                                            |
| Estats Units (12 destinacions, 4 aerolínies)       |                                                       |                                       |                                       |                                       |                                               |                       |                                                                            |
| Atlanta                                            | Aeroport Internacional Hartsfield-Jackson             | ATL                                   | Delta Airlines                        | 1                                     | A350-900                                      | 10                    |                                                                            |
| Boston                                             | Aeroport de Boston-Logan                              | BOS                                   | Level                                 | 1                                     | A330-200                                      | 7 (Diari)             |                                                                            |
| Boston                                             | Aeroport de Boston-Logan                              | BOS                                   | Delta Airlines                        | 1                                     | A330-900neo                                   | 3                     |                                                                            |
| Chicago                                            | Aeroport Internacional O'Hare                         | ORD                                   | American Airlines                     | 1                                     | Boeing 787-8                                  | 7 (Diari)             |                                                                            |
| Chicago                                            | Aeroport Internacional O'Hare                         | ORD                                   | United Airlines                       | 1                                     | Boeing 787-10                                 | 7(Diari)              |                                                                            |
| Dallas                                             | Aeroport Internacional de Dallas-Fort Worth           | DFW                                   | American Airlines                     | 1                                     | Boeing 777-200ER, Boeing 787-8, Boeing 787-9  | 7 (Diari)             |                                                                            |
| Filadèlfia                                         | Aeroport de Filadèlfia                                | PHL                                   | American Airlines                     | 1                                     | Boeing 787-8                                  | 7 (Diari)             |                                                                            |
| Los Angeles                                        | Aeroport Internacional de Los Angeles                 | LAX                                   | Level                                 | 1                                     | A330-200                                      | 7 (Diari)             |                                                                            |
| Miami                                              | Aeroport Internacional de Miami                       | MIA                                   | American Airlines                     | 1                                     | Boeing 787-8                                  | 7 (Diari)             |                                                                            |
| Miami                                              | Aeroport Internacional de Miami                       | MIA                                   | Level                                 | 1                                     | A330-200                                      | 4                     |                                                                            |
| Nova York                                          | Aeroport Internacional de Newark Liberty              | EWR                                   | United Airlines                       | 1                                     | Boeing 777-200ER                              | 7 (Diari)             |                                                                            |
| Nova York                                          | Aeroport Internacional John F. Kennedy                | JFK                                   | American Airlines                     | 1                                     | Boeing 777-200ER                              | 7 (Diari)             |                                                                            |
| Nova York                                          | Aeroport Internacional John F. Kennedy                | JFK                                   | Delta Airlines                        | 1                                     | Boeing 767-300ER                              | 14 (doble diari)      |                                                                            |
| Nova York                                          | Aeroport Internacional John F. Kennedy                | JFK                                   | Level                                 | 1                                     | A330-200, A330-300                            | 7 (Diari)             |                                                                            |
| San Francisco                                      | Aeroport Internacional de San Francisco               | SFO                                   | Level                                 | 1                                     | A330-200                                      | 3-4                   |                                                                            |
| San Francisco                                      | Aeroport Internacional de San Francisco               | SFO                                   | United Airlines                       | 1                                     | Boeing 777-200ER, Boeing 787-8, Boeing 787-10 | 7 (diari)             |                                                                            |
| Seattle                                            | Aeroport Internacional Seattle-Tacoma                 | SEA                                   | Delta Airlines                        | 1                                     | A330-900neo                                   | 3                     | A partir del maig de 2026                                                  |
| Washington D.C.*                                   | Aeroport Internacional de Washington-Dulles           | IAD                                   | United Airlines                       | 1                                     | Boeing 767-400ER                              | 7 (Diari)             |                                                                            |
| Mèxic (2 destinacions, 2 aerolínies)               |                                                       |                                       |                                       |                                       |                                               |                       |                                                                            |
| Cancun                                             | Aeroport de Cancun                                    | CUN                                   | IberoJet                              | 2                                     | A330-300                                      | 2                     | Estacional                                                                 |
| Ciutat de Mèxic*                                   | Aeroport Internacional de Ciutat de Mèxic             | MEX                                   | Emirates                              | 1                                     | Boeing 777-200LR                              | 7 (Diari)             |                                                                            |
| Amèrica Central i Amèrica del Sud                  |                                                       |                                       |                                       |                                       |                                               |                       |                                                                            |
| Argentina (1 destinació, 1 aerolínia)              |                                                       |                                       |                                       |                                       |                                               |                       |                                                                            |
| Buenos Aires*                                      | Aeroport Internacional Ministro Pistarini             | EZE                                   | Level                                 | 1                                     | A330-200                                      | 8                     |                                                                            |
| Bolívia (1 destnació, 1 aerolínia)                 |                                                       |                                       |                                       |                                       |                                               |                       |                                                                            |
| Santa Cruz de la Sierra                            | Aeroport Internacional Viru Viru                      | VVI                                   | Boliviana de Aviación                 |                                       | A330-200                                      | 2                     |                                                                            |
| Brasil (1 destinació, 1 aerolínia)                 |                                                       |                                       |                                       |                                       |                                               |                       |                                                                            |
| São Paulo                                          | Aeroport Internacional de São Paulo-Guarulhos         | GRU                                   | LATAM Brasil                          | 1                                     | Boeing 777-300ER, Boeing 787-9                | 4                     |                                                                            |
| Colòmbia (1 destinació, 1 aerolínia)               |                                                       |                                       |                                       |                                       |                                               |                       |                                                                            |
| Bogotà                                             | Aeroport Internacional El Dorado                      | BOG                                   | Avianca                               | 1                                     | Boeing 787                                    | 7 (Diari)             |                                                                            |
| Cuba (1 destinació, 1 aerolínia)                   |                                                       |                                       |                                       |                                       |                                               |                       |                                                                            |
| Santa Clara                                        | Aeroport Internacional Abel Santamaría                | SNU                                   | IberoJet                              | 2                                     | A350-900                                      | 1                     | Estacional                                                                 |
| Hondures (1 destinació, 1 aerolínia)               |                                                       |                                       |                                       |                                       |                                               |                       |                                                                            |
| Palmerola                                          | Aeroport Internacional de Palmerola                   | XPL                                   | IberoJet                              | 2                                     | A350-900                                      | 1                     | Estacional                                                                 |
| Xile (1 destinació, 1 aerolínia)                   |                                                       |                                       |                                       |                                       |                                               |                       |                                                                            |
| Santiago de Xile*                                  | Aeroport Internacional Comodoro Arturo Merino Benítez | SCL                                   | Level                                 | 1                                     | A330-200                                      | 5                     |                                                                            |
| República Dominicana (1 destinació, 1 aerolínia)   |                                                       |                                       |                                       |                                       |                                               |                       |                                                                            |
| Punta Cana                                         | Aeroport internacional de Punta Cana                  | PUJ                                   | IberoJet                              | 2                                     | A330-300                                      | 1                     | Estacional                                                                 |
| Àsia                                               |                                                       |                                       |                                       |                                       |                                               |                       |                                                                            |
| Aràbia Saudita (2 destinacions, 1 aerolínia)       |                                                       |                                       |                                       |                                       |                                               |                       |                                                                            |
| Jeddah                                             | Aeroport de Jiddah Rei Abdulaziz                      | JED                                   | SAUDIA                                | 1                                     | Boeing 787-9, Boeing 787-10                   | 4                     |                                                                            |
| Riad*                                              | Aeroport Internacional Rei Khalid                     | RUH                                   | SAUDIA                                | 1                                     | Boeing 787-9 / Boeing 787-10                  | 2                     | Estacional (7/7/2024 - 23/8/2024 ).                                        |
| Armènia (1 destinació, 1 aerolínia)                |                                                       |                                       |                                       |                                       |                                               |                       |                                                                            |
| Erevan*                                            | Aeroport Internacional de Zvartnots                   | EVN                                   | FlyOne                                | 2                                     | A320                                          | 2                     |                                                                            |
| Azerbaidjan (1 destinació, 1 aerolínia)            |                                                       |                                       |                                       |                                       |                                               |                       |                                                                            |
| Bakú*                                              | Aeroport Internacional Heydar Aliyev                  | GYD                                   | Azerbaijan Airlines                   | 2                                     | A319                                          | 3                     |                                                                            |
| Corea del Sud (1 destinació, 3 aerolínies)         |                                                       |                                       |                                       |                                       |                                               |                       |                                                                            |
| Seül*                                              | Aeroport de Seül-Incheon                              | ICN                                   | Air Premia                            | 2                                     | Boeing 787-9                                  | 2                     | Vols xàrter                                                                |
| Seül*                                              | Aeroport de Seül-Incheon                              | ICN                                   | Asiana Airlines                       | 1                                     | A350-900, A380                                | 5                     |                                                                            |
| Seül*                                              | Aeroport de Seül-Incheon                              | ICN                                   | Korean Air                            | 1                                     | Boeing 787-9                                  | 3                     |                                                                            |
| Seül*                                              | Aeroport de Seül-Incheon                              | ICN                                   | T'way Air**                           | 1                                     | A330-200                                      | 4                     |                                                                            |
| Emirats Àrabs Units (2 destinacions, 2 aerolínies) |                                                       |                                       |                                       |                                       |                                               |                       |                                                                            |
| Abu Dhabi*                                         | Aeroport d'Abu Dhabi                                  | AUH                                   | Etihad Airways                        | 1                                     | Boeing 787-9, Boeing 787-19                   | 10                    |                                                                            |
| Dubai                                              | Aeroport Internacional de Dubai                       | DXB                                   | Emirates                              | 1                                     | Boeing 777-300ER / Airbus A380                | 14 (Doble Diari)      |                                                                            |
| Geòrgia (1 destinació, 1 aerolínia)                |                                                       |                                       |                                       |                                       |                                               |                       |                                                                            |
| Kutaïsi                                            | Aeroport de Kutaïsi                                   | KUT                                   | Wizz Air                              | 2                                     | A320                                          | 3                     |                                                                            |
| Hong Kong (1 destinació, 1 aerolínia)              |                                                       |                                       |                                       |                                       |                                               |                       |                                                                            |
| Hong Kong *                                        | Aeroport Internacional de Hong Kong                   | HKG                                   | Cathay Pacific                        | 2                                     | A350-900                                      | 3                     |                                                                            |
| Israel (1 destinació, 3 aerolínies)                | Israel (1 destinació, 3 aerolínies)                   | Israel (1 destinació, 3 aerolínies)   | Israel (1 destinació, 3 aerolínies)   | Israel (1 destinació, 3 aerolínies)   | Israel (1 destinació, 3 aerolínies)           |                       | Les operacions es poden veure alterades per la guerra entre Israel i Gaza. |
| Tel-Aviv*                                          | Aeroport Internacional de Ben Gurion                  | TLV                                   | El Al                                 | 1                                     | Boeing 737                                    | 7 (Diari)             |                                                                            |
| Tel-Aviv*                                          | Aeroport Internacional de Ben Gurion                  | TLV                                   | Vueling                               | 1                                     | A320/21                                       | 7 (Diari)             |                                                                            |
| Tel-Aviv*                                          | Aeroport Internacional de Ben Gurion                  | TLV                                   | Arkia Israel Airlines                 | 1                                     | A321                                          | 5                     |                                                                            |
| Tel-Aviv*                                          | Aeroport Internacional de Ben Gurion                  | TLV                                   | TUS Airways                           | -                                     | A320                                          | 4                     |                                                                            |
| Jordània (1 destinació, 2 aerolínies)              |                                                       |                                       |                                       |                                       |                                               |                       |                                                                            |
| Amman*                                             | Aeroport Reina Alia                                   | AMM                                   | Royal Jordanian / Vueling             | 1 / 1                                 | A320/21                                       | 4 / 2                 |                                                                            |
| Kazakhstan (1 destinació, 1 aerolínia)             |                                                       |                                       |                                       |                                       |                                               |                       |                                                                            |
| Ximkent                                            | Aeroport Internacional de Ximkent                     | CIT                                   | SCAT Airlines                         | -                                     | -                                             | -                     | La ruta està pendent de posar-se a la venda                                |
| Kuwait (1 destinació, 1 aerolínia)                 |                                                       |                                       |                                       |                                       |                                               |                       |                                                                            |
| Ciutat de Kuwait*                                  | Aeroport Internacional de Kuwait                      | KWI                                   | Kuwait Airways                        | 2                                     | A320 neo / A330-800 neo                       | 3                     |                                                                            |
| Líban (1 destinació, 1 aerolínia)                  |                                                       |                                       |                                       |                                       |                                               |                       |                                                                            |
| Beirut *                                           | Aeroport Internacional Beirut-Rafic Hariri            | BEY                                   | Middle East Airlnies                  | 1                                     | A320/21                                       | 2                     |                                                                            |
| Qatar (1 destinació, 1 aerolínia)                  |                                                       |                                       |                                       |                                       |                                               |                       |                                                                            |
| Doha*                                              | Aeroport Hamad                                        | DOH                                   | Qatar Airways                         | 1                                     | Boeing 787-9, Boeing 777-300ER                | 21 (3 diaris)         |                                                                            |
| Singapur (1 destinació, 1 aerolínia)               |                                                       |                                       |                                       |                                       |                                               |                       |                                                                            |
| Singapur*                                          | Aeroport de Changi                                    | SIN                                   | Singapore Airlines                    | 1                                     | A350-900                                      | 5                     | 3 vols setmanals amb escala a Milà.                                        |
| R.P. de la Xina (2 destinacions, 1 aerolínia)      |                                                       |                                       |                                       |                                       |                                               |                       |                                                                            |
| Pequín*                                            | Aeroport Internacional de Pequín                      | PEK                                   | Air China                             | 1                                     | A330-300                                      | 7 (Diari)             |                                                                            |
| Shangai                                            | Aeroport Internacional de Shangai-Pudong              | PVG                                   | Air China                             | 1                                     | A350-900                                      | 7 (Diari)             |                                                                            |
| Shangai                                            | Aeroport Internacional de Shangai-Pudong              | PVG                                   | China Eastern Airlines                | 1                                     | A350-900                                      | 4                     |                                                                            |
| Shenzhen                                           | Aeroport Internacional de Shenzhen-Bao'an             | SZX                                   | Shenzhen Airlines                     | 1                                     | A330-300                                      | 3                     |                                                                            |
| Vietnam (1 destinació, 1 aerolínia)                |                                                       |                                       |                                       |                                       |                                               |                       |                                                                            |
| Hanoi*                                             | Aeroport Internacional Nội Bài                        | HAN                                   | Vietnam Airlines                      | 1                                     | A350-900                                      |                       | Operativa especial i no regular.                                           |
| Àfrica                                             |                                                       |                                       |                                       |                                       |                                               |                       |                                                                            |
| Algèria (2 destinacions, 2 aerolínies)             |                                                       |                                       |                                       |                                       |                                               |                       |                                                                            |
| Alger *                                            | Aeroport Internacional Houari Boumedienne             | ALG                                   | Air Algérie                           | 1                                     | Boeing 737                                    | 6                     |                                                                            |
| Alger *                                            | Aeroport Internacional Houari Boumedienne             | ALG                                   | Vueling                               | 1                                     | A320/21                                       | 4                     |                                                                            |
| Orà                                                | Aeroport d'Orà Es Sénia                               | ORN                                   | Vueling                               | 1                                     | A320/21                                       | 2                     |                                                                            |
| Cap Verd (1 destinació, 1 aerolínia)               |                                                       |                                       |                                       |                                       |                                               |                       |                                                                            |
| Espargos*                                          | Aeroport Internacional Amílcar Cabral                 | SID                                   | Vueling                               | 1                                     | A320                                          | 1                     |                                                                            |
| Espargos*                                          | Aeroport Internacional Amílcar Cabral                 | SID                                   | Cabo Verde Airlines                   | 1                                     | Boeing 737 MAX 8                              | 1                     |                                                                            |
| Egipte (2 destinacions, 2 aerolínies)              |                                                       |                                       |                                       |                                       |                                               |                       |                                                                            |
| El Caire*                                          | Aeroport Internacional del Caire                      | CAI                                   | EgyptAir                              | 1                                     | A321 neo / A320/21                            | 6                     |                                                                            |
| El Caire*                                          | Aeroport Internacional del Caire                      | CAI                                   | Vueling                               | 1                                     | A320/21                                       | 5                     |                                                                            |
| Luxor                                              | Aeroport de Luxor                                     | LXR                                   | EgyptAir                              | 1                                     | Boeing 737-800                                | 1                     |                                                                            |
| Gàmbia (1 destinació, 1 aerolínia)                 |                                                       |                                       |                                       |                                       |                                               |                       |                                                                            |
| Banjul*                                            | Aeroport Internacional Yundum                         | BJL                                   | Vueling                               | 1                                     | A320/21                                       | 4                     |                                                                            |
| Marroc (11 destinacions, 4 aerolínies)             |                                                       |                                       |                                       |                                       |                                               |                       |                                                                            |
| Agadir                                             | Aeroport d'Agadir-Al Massira                          | AGA                                   | Vueling                               | 1                                     | A320                                          | 2                     |                                                                            |
| Casablanca                                         | Aeroport Mohammed V                                   | CMN                                   | Air Arabia Maroc                      | 2                                     | A320                                          | 3                     |                                                                            |
| Casablanca                                         | Aeroport Mohammed V                                   | CMN                                   | Royal Air Maroc                       | 1                                     | Boeing 737-800                                | 7                     |                                                                            |
| Essaouira                                          | Aeroport d'Essaouira-Mogador                          | ESU                                   | Vueling                               | 1                                     | A320/21                                       | 2                     |                                                                            |
| Fes                                                | Aeroport de Fes–Saïss                                 | FEZ                                   | Air Arabia Maroc                      | 2                                     | A320                                          | 4                     |                                                                            |
| Fes                                                | Aeroport de Fes–Saïss                                 | FEZ                                   | Ryanair                               | 2                                     | Boeing 737-800                                | 7                     |                                                                            |
| Marràqueix                                         | Aeroport de Marràqueix–Menara                         | RAK                                   | Vueling                               | 1                                     | A320/21                                       | 6                     |                                                                            |
| Marràqueix                                         | Aeroport de Marràqueix–Menara                         | RAK                                   | Ryanair                               | 2                                     | Boeing 737-800                                | 7                     |                                                                            |
| Nador                                              | Aeroport Internacional de Nador                       | NDR                                   | Royal Air Maroc                       | 1                                     | Boeing 737-800                                | 2                     |                                                                            |
| Nador                                              | Aeroport Internacional de Nador                       | NDR                                   | Ryanair                               | 2                                     | Boeing 737-800                                | 5                     |                                                                            |
| Ouarzazate                                         | Aeroport d'Ouarzazate                                 | OZZ                                   | Ryanair                               | 2                                     | Boeing 737-800                                | 4                     |                                                                            |
| Oujda                                              | Aeroport d'Oujda-Angads                               | OUD                                   | Ryanair                               | 2                                     | Boeing 737-800                                | 3                     |                                                                            |
| Oujda                                              | Aeroport d'Oujda-Angads                               | OUD                                   | Air Arabia Maroc                      | 2                                     | A320                                          | 3                     |                                                                            |
| Rabat*                                             | Aeroport de Rabat–Salé                                | RBA                                   | Ryanair                               | 2                                     | Boeing 737-800                                | 4                     |                                                                            |
| Rabat*                                             | Aeroport de Rabat–Salé                                | RBA                                   | Air Arabia Maroc                      | 2                                     | A320                                          | 3                     |                                                                            |
| Tànger                                             | Aeroport de Tànger Ibn Battuta                        | TNG                                   | Vueling                               | 1                                     | A320/21                                       | 7                     |                                                                            |
| Tànger                                             | Aeroport de Tànger Ibn Battuta                        | TNG                                   | Air Arabia Maroc                      | 2                                     | A320                                          | 7                     |                                                                            |
| Tànger                                             | Aeroport de Tànger Ibn Battuta                        | TNG                                   | Royal Air Maroc                       | 1                                     | Boeing 737-800                                | 7                     |                                                                            |
| Tànger                                             | Aeroport de Tànger Ibn Battuta                        | TNG                                   | Ryanair                               | 2                                     | Boeing 737-800                                | 3                     |                                                                            |
| Tetuan                                             | Aeroport de Tetuan-Sania Ramel                        | TTU                                   | Air Arabia Maroc                      | 2                                     | A320                                          | 3                     |                                                                            |
| Senegal (1 destinació, 2 aerolínies)               |                                                       |                                       |                                       |                                       |                                               |                       |                                                                            |
| Dakar*                                             | Aeroport de Dakar                                     | DSS                                   | Vueling                               | 1                                     | A320/21                                       | 5                     |                                                                            |
| Tunísia (1 destinació, 2 aerolínies)               |                                                       |                                       |                                       |                                       |                                               |                       |                                                                            |
| Tunis*                                             | Aeroport Internacional de Tunis                       | TUN                                   | Tunisair                              | 1                                     | A320                                          | 3                     |                                                                            |
| Tunis*                                             | Aeroport Internacional de Tunis                       | TUN                                   | Vueling                               | 1                                     | A320/21                                       | 3                     |                                                                            |
| Tunis*                                             | Aeroport Internacional de Tunis                       | TUN                                   | Nouvelair Tunisie                     | -                                     | A320                                          | 2                     |                                                                            |

|  |

### Vols al continent europeu desde l'aeroport de Barcelona-El Prat
| Ciutat                                          | Nom de l'aeroport                                   | Codi IATA                           | Aerolínies                          | Terminals                           | Avions                              | Freqüències setmanals               | Observacions                        |
| Albània (1 destinació, 1 aerolínia)             | Albània (1 destinació, 1 aerolínia)                 | Albània (1 destinació, 1 aerolínia) | Albània (1 destinació, 1 aerolínia) | Albània (1 destinació, 1 aerolínia) | Albània (1 destinació, 1 aerolínia) | Albània (1 destinació, 1 aerolínia) | Albània (1 destinació, 1 aerolínia) |
| ----------------------------------------------- | --------------------------------------------------- | ----------------------------------- | ----------------------------------- | ----------------------------------- | ----------------------------------- | ----------------------------------- | ----------------------------------- |
| Tirana*                                         | Aeroport Internacional Mare Teresa                  | TIA                                 | Wizz Air                            | 2                                   | A320                                |                                     |                                     |
| Tirana*                                         | Aeroport Internacional Mare Teresa                  | TIA                                 | Vueling                             | 1                                   | A320/21                             | 4                                   |                                     |
| Alemanya (10 destinacions, 6 aerolínies)        |                                                     |                                     |                                     |                                     |                                     |                                     |                                     |
| Berlín*                                         | Aeroport de Berlín Brandenburg                      | BER                                 | Vueling                             | 1                                   | A320/21                             |                                     |                                     |
| Berlín*                                         | Aeroport de Berlín Brandenburg                      | BER                                 | EasyJet                             | 2                                   | A319/20                             |                                     |                                     |
| Berlín*                                         | Aeroport de Berlín Brandenburg                      | BER                                 | Ryanair                             | 2                                   | Boeing 737                          |                                     |                                     |
| Colònia                                         | Aeroport de Colònia/Bonn                            | CGN                                 | Eurowings                           | 2                                   | A320                                |                                     |                                     |
| Colònia                                         | Aeroport de Colònia/Bonn                            | CGN                                 | Ryanair                             | 2                                   | Boeing 737                          |                                     |                                     |
| Düsseldorf                                      | Aeroport Internacional de Düsseldorf                | DUS                                 | Vueling                             | 1                                   | A320/21                             |                                     |                                     |
| Düsseldorf                                      | Aeroport Internacional de Düsseldorf                | DUS                                 | Eurowings                           | 2                                   | A320                                |                                     |                                     |
| Frankfurt                                       | Aeroport de Frankfurt                               | FRA                                 | Lufthansa                           | 1                                   | A320/21                             |                                     |                                     |
| Frankfurt                                       | Aeroport de Frankfurt                               | FRA                                 | Condor                              | -                                   | A320/21                             |                                     |                                     |
| Hamburg                                         | Aeroport d'Hamburg                                  | HAM                                 | Vueling                             | 1                                   | A320/21                             |                                     |                                     |
| Hamburg                                         | Aeroport d'Hamburg                                  | HAM                                 | Eurowings                           | 2                                   | A320                                |                                     |                                     |
| Hannover                                        | Aeroport de Hannover                                | HAJ                                 | Vueling                             | 1                                   | A320/21                             |                                     |                                     |
| Múnic                                           | Aeroport Internacional de Múnic-Franz Josef Strauss | MUN                                 | Lufthansa                           | 1                                   | A320/21                             |                                     |                                     |
| Múnic                                           | Aeroport Internacional de Múnic-Franz Josef Strauss | MUN                                 | Vueling                             | 1                                   | A320/21                             |                                     |                                     |
| Nuremberg                                       | Aeroport de Nuremberg                               | NUE                                 | Vueling                             | 1                                   | A320/21                             |                                     |                                     |
| Stuttgart                                       | Aeroport de Stuttgart                               | STR                                 | Vueling                             | 1                                   | A320/21                             |                                     |                                     |
| Stuttgart                                       | Aeroport de Stuttgart                               | STR                                 | Eurowings                           | 2                                   | A320                                |                                     |                                     |
| Àustria (1 destinació, 4 aerolínies)            |                                                     |                                     |                                     |                                     |                                     |                                     |                                     |
| Viena*                                          | Aeroport de Viena-Schwechat                         | VIE                                 | Austrian Airlines                   | 1                                   | Embraer E195                        |                                     |                                     |
| Viena*                                          | Aeroport de Viena-Schwechat                         | VIE                                 | Vueling                             | 1                                   | A320/21                             |                                     |                                     |
| Viena*                                          | Aeroport de Viena-Schwechat                         | VIE                                 | Laudamotion                         | 2                                   | A320                                |                                     |                                     |
| Viena*                                          | Aeroport de Viena-Schwechat                         | VIE                                 | Wizz Air                            | 3                                   | A320/21                             |                                     |                                     |
| Salzburg                                        | Aeroport de Salzburg                                | SZG                                 | EasyJet                             | 2                                   | A319/20                             | 1                                   |                                     |
| Salzburg                                        | Aeroport de Salzburg                                | SZG                                 | Eurowings                           | 2                                   | A320                                | 3                                   |                                     |
| Bèlgica (2 destinacions, 3 aerolínies)          |                                                     |                                     |                                     |                                     |                                     |                                     |                                     |
| Brussel·les*                                    | Aeroport de Zaventem                                | BRU                                 | Brussels Airlines                   | 1                                   | A320                                |                                     |                                     |
| Brussel·les*                                    | Aeroport de Zaventem                                | BRU                                 | Vueling                             | 1                                   | A320/21                             |                                     |                                     |
| Brussel·les*                                    | Aeroport de Zaventem                                | BRU                                 | Ryanair                             | 2                                   | Boeing 737                          |                                     |                                     |
| Brussel·les*                                    | Aeroport de Charleroi                               | CRL                                 | Ryanair                             | 2                                   | Boeing 737                          |                                     |                                     |
| Belarús                                         | Belarús                                             | Belarús                             | Belarús                             | Belarús                             | Belarús                             | Belarús                             | Anul·lats                           |
| Minsk*                                          | Aeroport de Minsk                                   | MSQ                                 | Vueling                             |                                     |                                     |                                     |                                     |
| Minsk*                                          | Aeroport de Minsk                                   | MSQ                                 | Belavia                             |                                     |                                     |                                     |                                     |
| Bulgària (1 destinació, 2 aerolínies)           |                                                     |                                     |                                     |                                     |                                     |                                     |                                     |
| Sofia*                                          | Aeroport de Sofia                                   | SOF                                 | Ryanair                             | 2                                   | Boeing 737                          |                                     |                                     |
| Sofia*                                          | Aeroport de Sofia                                   | SOF                                 | Wizz Air                            | 2                                   | A320                                |                                     |                                     |
| Croàcia (2 destinacions, 2 aerolínies)          |                                                     |                                     |                                     |                                     |                                     |                                     |                                     |
| Zadar                                           | Aeroport de Zadar                                   | ZAD                                 | Ryanair                             | 2                                   | Boeing 737                          |                                     |                                     |
| Zagreb*                                         | Aeroport de Zagreb-Pleso                            | ZAG                                 | Croatia Airlines                    | 1                                   | A320/21                             |                                     |                                     |
| Dinamarca (3 destinacions, 2 aerolínies)        |                                                     |                                     |                                     |                                     |                                     |                                     |                                     |
| Ålborg                                          | Aeroport d'Ålborg                                   | AAL                                 | Vueling                             | 1                                   | A320/21                             |                                     |                                     |
| Ålborg                                          | Aeroport d'Ålborg                                   | AAL                                 | Norwegian                           | 2                                   | Boeing 737                          |                                     |                                     |
| Billund                                         | Aeroport de Billund                                 | BLL                                 | Vueling                             | 1                                   | A320/21                             |                                     |                                     |
| Billund                                         | Aeroport de Billund                                 | BLL                                 | Ryanair                             | 2                                   | Boeing 737                          |                                     |                                     |
| Copenhaguen*                                    | Aeroport de Copenhaguen-Kastrup                     | CPH                                 | Vueling                             | 1                                   | A320/21                             |                                     |                                     |
| Copenhaguen*                                    | Aeroport de Copenhaguen-Kastrup                     | CPH                                 | Norwegian                           | 2                                   | Boeing 737                          |                                     |                                     |
| Copenhaguen*                                    | Aeroport de Copenhaguen-Kastrup                     | CPH                                 | SAS                                 | 1                                   | Boeing 737                          |                                     |                                     |
| Copenhaguen*                                    | Aeroport de Copenhaguen-Kastrup                     | CPH                                 | Ryanair                             | 2                                   | Boeing 737                          |                                     |                                     |
| Eslovènia (1 destinació, 1 aerolínia)           |                                                     |                                     |                                     |                                     |                                     |                                     |                                     |
| Ljubljana                                       | Aeroport de Ljubljana                               | LJU                                 | Vueling                             | 1                                   | A320/21                             | 3                                   |                                     |
| Estònia (1 destinació, 1 aerolínia)             |                                                     |                                     |                                     |                                     |                                     |                                     |                                     |
| Tallin*                                         | Aeroport de Tallin                                  | TLL                                 | AirBaltic                           | 2                                   | A220-300                            | 2                                   |                                     |
| Finlàndia (1 destinació, 2 aerolínies)          |                                                     |                                     |                                     |                                     |                                     |                                     |                                     |
| Hèlsinki*                                       | Aeroport de Hèlsinki-Vantaa                         | HEL                                 | Finnair                             | 1                                   | A320/21                             |                                     |                                     |
| Hèlsinki*                                       | Aeroport de Hèlsinki-Vantaa                         | HEL                                 | Vueling                             | 1                                   | A320/21                             |                                     |                                     |
| Rovaniemi                                       | Aeroport de Rovaniemi                               | RVN                                 | Norwegian                           | 2                                   | Boeing 737                          | 2                                   | Opera només al hivern               |
| França (13 destinacions, 6 aerolínies)          |                                                     |                                     |                                     |                                     |                                     |                                     |                                     |
| Brest                                           | Aeroport de Brest–Bretanya                          | BES                                 | Vueling                             | 1                                   | A320/21                             |                                     |                                     |
| Brest                                           | Aeroport de Brest–Bretanya                          | BES                                 | Volotea                             | 2                                   | A320/21                             |                                     |                                     |
| Bastia                                          | Aeroport Bastia-Poretta                             | BIA                                 | Vueling                             | 1                                   | A320/21                             |                                     |                                     |
| Bordeus                                         | Aeroport de Bordeaux - Mérignac                     | BOD                                 | Vueling                             | 1                                   | A320/21                             |                                     |                                     |
| Bordeus                                         | Aeroport de Bordeaux - Mérignac                     | BOD                                 | EasyJet                             | 2                                   | A319/20                             |                                     |                                     |
| Bordeus                                         | Aeroport de Bordeaux - Mérignac                     | BOD                                 | Ryanair                             | 2                                   | Boeing 737                          |                                     |                                     |
| Bordeus                                         | Aeroport de Bordeaux - Mérignac                     | BOD                                 | Volotea                             | 2                                   | A319/20                             |                                     |                                     |
| Estrasburg                                      | Aeroport d'Estrasburg                               | SXB                                 | Volotea                             | 2                                   | A319/20                             |                                     |                                     |
| Estrasburg                                      | Aeroport d'Estrasburg                               | SXB                                 | EasyJet                             | 2                                   | A319/20                             | 2                                   |                                     |
| Estrasburg                                      | Aeroport d'Estrasburg                               | SXB                                 | Vueling                             | 1                                   | A320/21                             |                                     |                                     |
| Lilla                                           | Aeroport de Lilla - Lesquin                         | LIL                                 | Vueling                             | 1                                   | A320/21                             |                                     |                                     |
| Lilla                                           | Aeroport de Lilla - Lesquin                         | LIL                                 | Volotea                             | 2                                   | A319                                |                                     |                                     |
| Lió                                             | Aeroport de Lió–Saint-Exupéry                       | LYS                                 | Vueling                             | 1                                   | A320/21                             |                                     |                                     |
| Lió                                             | Aeroport de Lió–Saint-Exupéry                       | LYS                                 | EasyJet                             | 2                                   | A319/20                             |                                     |                                     |
| Marsella                                        | Aeroport de Marsella-Provença                       | MRS                                 | Vueling                             | 1                                   | A320/21 / A319                      |                                     |                                     |
| Marsella                                        | Aeroport de Marsella-Provença                       | MRS                                 | Volotea                             | 2                                   | A319                                |                                     |                                     |
| Nantes                                          | Aeroport de Nantes Atlantique                       | NTE                                 | Vueling                             | 1                                   | A320/21                             |                                     |                                     |
| Nantes                                          | Aeroport de Nantes Atlantique                       | NTE                                 | Volotea                             | 2                                   | A319/20                             |                                     |                                     |
| Niça                                            | Aeroport de Niça-Costa Blava                        | NCE                                 | Vueling                             | 1                                   | A320/21                             |                                     |                                     |
| Niça                                            | Aeroport de Niça-Costa Blava                        | NCE                                 | EasyJet                             | 2                                   | A319/20                             |                                     |                                     |
| Nimes                                           | Aeroport de Nîmes–Alès–Camarga–Cévennes             | FNI                                 | L'Odyssey                           | 2                                   | ATR 72-600                          | 2                                   |                                     |
| París*                                          | Aeroport Beauvais-Tillé                             | BVA                                 | Ryanair                             | 2                                   | Boeing 737                          |                                     |                                     |
| París*                                          | Aeroport de París-Charles de Gaulle                 | CDG                                 | Air France                          | 1                                   | A319/20                             |                                     |                                     |
| París*                                          | Aeroport de París-Charles de Gaulle                 | CDG                                 | Vueling                             | 1                                   | A320/21                             |                                     |                                     |
| París*                                          | Aeroport de París-Charles de Gaulle                 | CDG                                 | EasyJet                             | 2                                   | A319/20                             |                                     |                                     |
| París*                                          | Aeroport de París-Orly                              | ORY                                 | Vueling                             | 1                                   | A320/21                             |                                     |                                     |
| París*                                          | Aeroport de París-Orly                              | ORY                                 | Transavia                           | 2                                   | Boeing 737                          |                                     |                                     |
| Rennes                                          | Aeroport de Rennes - Bretagne                       | RNS                                 | EasyJet                             | 2                                   | A319                                |                                     |                                     |
| Grècia (6 destinacions, 3 aerolínies)           |                                                     |                                     |                                     |                                     |                                     |                                     |                                     |
| Atenes*                                         | Aeroport Elevthérios Venizelos                      | ATH                                 | Aegean Airlines                     | 1                                   | A320                                |                                     |                                     |
| Atenes*                                         | Aeroport Elevthérios Venizelos                      | ATH                                 | Vueling                             | 1                                   | A320/21                             |                                     |                                     |
| Atenes*                                         | Aeroport Elevthérios Venizelos                      | ATH                                 | Ryanair                             | 2                                   | Boeing 737                          |                                     |                                     |
| Creta                                           | Aeroport de Càndia - Nikos Kazantzakis              | HER                                 | Vueling                             | 1                                   | A320/21                             |                                     |                                     |
| Míkonos                                         | Aeroport de Míkonos                                 | JMK                                 | Vueling                             | 1                                   | A320/21                             |                                     |                                     |
| Santorí                                         | Aeroport Nacional de Santorí                        | JTR                                 | Vueling                             | 1                                   | A320/21                             |                                     |                                     |
| Salònica                                        | Aeroport Nacional de Salònica                       | SKG                                 | Aegean Airlines                     | 1                                   | A320                                |                                     |                                     |
| Hongria (2 destinacions, 3 aerolínies)          |                                                     |                                     |                                     |                                     |                                     |                                     |                                     |
| Budapest*                                       | Aeroport de Budapest-Ferenc Liszt                   | BUD                                 | Vueling                             | 1                                   | A320/21                             |                                     |                                     |
| Budapest*                                       | Aeroport de Budapest-Ferenc Liszt                   | BUD                                 | Ryanair                             | 2                                   | Boeing 737                          |                                     |                                     |
| Budapest*                                       | Aeroport de Budapest-Ferenc Liszt                   | BUD                                 | Wizz Air                            | 2                                   | A320                                |                                     |                                     |
| Debrecen                                        | Aeroport de Debrecen                                | DEB                                 | Wizz Air                            | 2                                   | A320                                |                                     |                                     |
| Irlanda (3 destinacions, 3 aerolínies)          |                                                     |                                     |                                     |                                     |                                     |                                     |                                     |
| Cork                                            | Aeroport de Cork                                    | ORK                                 | Aer Lingus                          | 2                                   | A320                                |                                     |                                     |
| Dublín*                                         | Aeroport de Dublín                                  | DUB                                 | Vueling                             | 1                                   | A320/21                             |                                     |                                     |
| Dublín*                                         | Aeroport de Dublín                                  | DUB                                 | Aer Lingus                          | 2                                   | A320                                |                                     |                                     |
| Dublín*                                         | Aeroport de Dublín                                  | DUB                                 | Ryanair                             | 2                                   | Boeing 737                          |                                     |                                     |
| Shannon                                         | Aeroport de Shannon                                 | SNN                                 | Aer Lingus                          | 2                                   | A320                                |                                     |                                     |
| Islàndia (1 destinació, 2 aerolínies)           |                                                     |                                     |                                     |                                     |                                     |                                     |                                     |
| Reykjavík*                                      | Aeroport Internacional de Keflavík                  | RKV                                 | Vueling                             | 1                                   | A320/21                             |                                     |                                     |
| Reykjavík*                                      | Aeroport Internacional de Keflavík                  | RKV                                 | Icelandair                          | 2                                   | Boeing 737                          |                                     |                                     |
| Illes Fèroe (1 destinació, 1 aerolínia)         |                                                     |                                     |                                     |                                     |                                     |                                     |                                     |
| Vágar*                                          | Aeroport de Vágar                                   | FAE                                 | Atlantic Airways                    | 2                                   | A320                                |                                     |                                     |
| Itàlia (20 destinacions, 5 aerolínies)          |                                                     |                                     |                                     |                                     |                                     |                                     |                                     |
| Ancona                                          | Aeroport d'Ancona-Falconara                         | AOI                                 | Volotea                             | 2                                   | A319                                |                                     |                                     |
| Bari                                            | Aeroport de Bari-Palese                             | BRI                                 | Vueling                             | 1                                   | A320/21                             |                                     |                                     |
| Bolonya                                         | Aeroport de Bolonya                                 | BLQ                                 | Vueling                             | 1                                   | A320/21                             |                                     |                                     |
| Bolonya                                         | Aeroport de Bolonya                                 | BLQ                                 | Ryanair                             | 2                                   | Boeing 737                          |                                     |                                     |
| Càller                                          | Aeroport de Càller-Elmas                            | CAG                                 | Vueling                             | 1                                   | A320/21                             |                                     |                                     |
| Catània                                         | Aeroport de Catània-Fontanarossa                    | CTA                                 | Vueling                             | 1                                   | A320/21                             |                                     |                                     |
| Comiso                                          | Aeroport Vincenzo Magliocco                         | CIY                                 | Vueling                             | 1                                   | A320/21                             |                                     |                                     |
| Florència                                       | Aeroport de Florència                               | FLR                                 | Vueling                             | 1                                   | A320/21                             |                                     |                                     |
| Gènova                                          | Aeroport de Gènova                                  | GOA                                 | Vueling                             | 1                                   | A320/21                             |                                     |                                     |
| Milà                                            | Aeroport de Milà-Bèrgam                             | BGY                                 | Vueling                             | 1                                   | A320/21                             |                                     |                                     |
| Milà                                            | Aeroport de Milà-Bèrgam                             | BGY                                 | Ryanair                             | 2                                   | Boeing 737                          |                                     |                                     |
| Milà                                            | Aeroport de Milà-Malpensa                           | MXP                                 | Singapore Airlines                  | 1                                   | A350                                |                                     |                                     |
| Milà                                            | Aeroport de Milà-Malpensa                           | MXP                                 | Vueling                             | 1                                   | A320/21                             |                                     |                                     |
| Milà                                            | Aeroport de Milà-Malpensa                           | MXP                                 | EasyJet                             | 2                                   | A319/20                             |                                     |                                     |
| Milà                                            | Aeroport de Milà-Linate                             | LIN                                 | EasyJet                             | 2                                   | A319/20                             | 6                                   |                                     |
| Nàpols                                          | Aeroport de Nàpols                                  | NAP                                 | Vueling                             | 1                                   | A320/21                             |                                     |                                     |
| Nàpols                                          | Aeroport de Nàpols                                  | NAP                                 | EasyJet                             | 2                                   | A319/20                             |                                     |                                     |
| Nàpols                                          | Aeroport de Nàpols                                  | NAP                                 | Ryanair                             | 2                                   | Boeing 737                          |                                     |                                     |
| Olbia                                           | Aeroport d'Olbia                                    | OLB                                 | Vueling                             | 1                                   | A320/21                             |                                     |                                     |
| Olbia                                           | Aeroport d'Olbia                                    | OLB                                 | Volotea                             | 2                                   | A319                                |                                     |                                     |
| Palerm                                          | Aeroport de Palerm-Punta Raisi                      | PMO                                 | Vueling                             | 1                                   | A320/21                             |                                     |                                     |
| Pisa                                            | Aeroport de Pisa                                    | PSA                                 | Vueling                             | 1                                   | A320/21                             |                                     |                                     |
| Pisa                                            | Aeroport de Pisa                                    | PSA                                 | Ryanair                             | 2                                   | Boeing 737                          |                                     |                                     |
| Regio Calabria                                  | Aeroport de Regio Calabria                          | REG                                 | Ryanair                             | 2                                   | Boeing 737                          |                                     |                                     |
| Rímini                                          | Aeroport Internacional Federico Fellini             | RMI                                 | Vueling                             | 1                                   | A320/21                             |                                     |                                     |
| Roma*                                           | Aeroport de Fiumicino                               | FCO                                 | ITA Airways                         | 1                                   | A320                                |                                     |                                     |
| Roma*                                           | Aeroport de Fiumicino                               | FCO                                 | Vueling                             | 1                                   | A320/21                             |                                     |                                     |
| Roma*                                           | Aeroport de Fiumicino                               | FCO                                 | Ryanair                             | 2                                   | Boeing 737                          |                                     |                                     |
| Roma*                                           | Aeroport de Fiumicino                               | FCO                                 | Wizz Air                            | 2                                   | A320                                |                                     |                                     |
| Salern                                          | Aeroport de Salern-Costa d'Amalfi                   | QSR                                 | Vueling                             | 1                                   | A320/21                             |                                     |                                     |
| Torí                                            | Aeroport de Torí-Caselle                            | TRN                                 | Vueling                             | 1                                   | A320/21                             |                                     |                                     |
| Torí                                            | Aeroport de Torí-Caselle                            | TRN                                 | Ryanair                             | 2                                   | Boeing 737                          |                                     |                                     |
| Trieste                                         | Aeroport de Trieste                                 | TRS                                 | Ryanair                             | 2                                   | Boeing 737                          |                                     |                                     |
| Venècia                                         | Aeroport de Venècia Marco Polo                      | VCE                                 | Vueling                             | 1                                   | A320/21                             |                                     |                                     |
| Venècia                                         | Aeroport de Venècia Marco Polo                      | VCE                                 | Ryanair                             | 2                                   | Boeing 737                          |                                     |                                     |
| Venècia                                         | Aeroport de Venècia Marco Polo                      | VCE                                 | Wizz Air                            | 2                                   | A320/21                             | (7) Diari                           |                                     |
| Letònia (1 destinació, 2 aerolínies)            |                                                     |                                     |                                     |                                     |                                     |                                     |                                     |
| Riga*                                           | Aeroport Internacional de Riga                      | RIX                                 | Air Baltic                          | 1                                   | A220                                |                                     |                                     |
| Riga*                                           | Aeroport Internacional de Riga                      | RIX                                 | Ryanair                             | 2                                   | Boeing 737                          |                                     |                                     |
| Lituània (1 destinació, 2 aerolínies)           |                                                     |                                     |                                     |                                     |                                     |                                     |                                     |
| Vílnius*                                        | Aeroport Internacional de Vílnius                   | VNO                                 | Ryanair                             | 2                                   | Boeing 737                          |                                     |                                     |
| Vílnius*                                        | Aeroport Internacional de Vílnius                   | VNO                                 | Wizz Air                            | 2                                   | A320/21                             |                                     |                                     |
| Luxemburg (1 destinació, 2 aerolínies)          |                                                     |                                     |                                     |                                     |                                     |                                     |                                     |
| Luxemburg*                                      | Aeroport de Luxemburg                               | LUX                                 | Luxair                              | 2                                   | De Havilland Canada Dash 8-400      |                                     |                                     |
| Luxemburg*                                      | Aeroport de Luxemburg                               | LUX                                 | Ryanair                             | 2                                   | Boeing 737                          |                                     |                                     |
| Macedònia del Nord (1 destinació, 1 aerolínies) |                                                     |                                     |                                     |                                     |                                     |                                     |                                     |
| Skopje*                                         | Aeroport de Skopje                                  | SKP                                 | Wizz Air                            | 2                                   | A320/21                             | 2                                   |                                     |
| Malta (1 destinació, 2 aerolínies)              |                                                     |                                     |                                     |                                     |                                     |                                     |                                     |
| Malta*                                          | Aeroport Internacional de Malta                     | MAL                                 | Vueling                             | 1                                   | A320/21                             |                                     |                                     |
| Malta*                                          | Aeroport Internacional de Malta                     | MAL                                 | Ryanair                             | 2                                   | Boeing 737                          |                                     |                                     |
| Moldàvia (1 destinació, 3 aerolínies)           |                                                     |                                     |                                     |                                     |                                     |                                     |                                     |
| Chisinau*                                       | Aeroport Internacional de Chisinau                  | KIV                                 | Wizz Air                            | 2                                   | A319                                |                                     |                                     |
| Chisinau*                                       | Aeroport Internacional de Chisinau                  | KIV                                 | Fly One                             | 2                                   | A320/21                             |                                     |                                     |
| Chisinau*                                       | Aeroport Internacional de Chisinau                  | KIV                                 | SkyUp Airlines                      | 2                                   | Boeing 737                          | 3                                   |                                     |
| Montenegro (2 destinacions, 2 aerolínies)       |                                                     |                                     |                                     |                                     |                                     |                                     |                                     |
| Podgorica*                                      | Aeroport de Podgorica                               | TGD                                 | Ryanair                             | 2                                   | Boeing 737                          |                                     |                                     |
| Tivat                                           | Aeroport de Tivat                                   | TIV                                 | Vueling                             | 1                                   | A320/21                             | 3                                   |                                     |
| Noruega (3 destinacions, 4 aerolínies)          |                                                     |                                     |                                     |                                     |                                     |                                     |                                     |
| Bergen                                          | Aeroport de Bergen-Flesland                         | BGO                                 | SAS                                 | 1                                   | A320                                |                                     |                                     |
| Bergen                                          | Aeroport de Bergen-Flesland                         | BGO                                 | Norwegian                           | 2                                   | Boeing 737                          |                                     |                                     |
| Oslo*                                           | Aeroport d'Oslo-Gardermoen                          | OSL                                 | Vueling                             | 1                                   | A320/21                             |                                     |                                     |
| Oslo*                                           | Aeroport d'Oslo-Gardermoen                          | OSL                                 | SAS                                 | 1                                   | A320                                |                                     |                                     |
| Oslo*                                           | Aeroport d'Oslo-Gardermoen                          | OSL                                 | Norwegian                           | 2                                   | Boeing 737                          |                                     |                                     |
| Oslo*                                           | Aeroport d'Oslo-Gardermoen                          | OSL                                 | Flyr                                | 2                                   | Boeing 737                          |                                     |                                     |
| Stavanger                                       | Aeroport de Stavanger-Sola                          | SVG                                 | Norwegian                           | 2                                   | Boeing 737                          |                                     |                                     |
| Tromsø                                          | Aeroport de Tromsø-Langnes                          | TOS                                 | Vueling                             | 1                                   | A320/21                             | 1                                   |                                     |
| Països Baixos (3 destinacions, 3 aerolínies)    |                                                     |                                     |                                     |                                     |                                     |                                     |                                     |
| Amsterdam*                                      | Aeroport de Schiphol                                | AMS                                 | KLM                                 | 1                                   | Boeing 737                          |                                     |                                     |
| Amsterdam*                                      | Aeroport de Schiphol                                | AMS                                 | Vueling                             | 1                                   | A320/21                             |                                     |                                     |
| Amsterdam*                                      | Aeroport de Schiphol                                | AMS                                 | Transavia                           | 2                                   | Boeing 737                          |                                     |                                     |
| Eindhoven                                       | Aeroport d'Eindhoven                                | EIN                                 | Transavia                           | 2                                   | Boeing 737                          |                                     |                                     |
| Rotterdam                                       | Aeroport de Rotterdam-La Haia                       | RTM                                 | Transavia                           | 2                                   | Boeing 737                          |                                     |                                     |
| Polònia (7 destinacions, 4 aerolínies)          |                                                     |                                     |                                     |                                     |                                     |                                     |                                     |
| Breslau                                         | Aeroport de Breslau-Copèrnic                        | WRO                                 | Wizz Air                            | 2                                   | A320/21                             |                                     |                                     |
| Cracòvia                                        | Aeroport de Cracòvia                                | KRK                                 | Wizz Air                            | 2                                   | A320/21                             |                                     |                                     |
| Cracòvia                                        | Aeroport de Cracòvia                                | KRK                                 | Ryanair                             | 2                                   | Boeing 737                          |                                     |                                     |
| Gdańsk                                          | Aeroport de Gdańsk - Lech Wałęsa                    | GDN                                 | Wizz Air                            | 2                                   | A320/21                             |                                     |                                     |
| Katowice                                        | Aeroport de Katowice                                | KTW                                 | Wizz Air                            | 2                                   | A320/21                             |                                     |                                     |
| Varsòvia*                                       | Aeroport de Chopin                                  | WAW                                 | LOT                                 | 1                                   | Boeing 737                          |                                     |                                     |
| Varsòvia*                                       | Aeroport de Chopin                                  | WAW                                 | Wizz Air                            | 2                                   | A320/21                             |                                     |                                     |
| Varsòvia*                                       | Aeroport de Chopin                                  | WAW                                 | Buzz                                | 2                                   | Boeing 737                          |                                     |                                     |
| Varsòvia*                                       | Aeroport de Modlin                                  | WMI                                 | Ryanair                             | 2                                   | Boeing 737                          |                                     |                                     |
| Varsòvia*                                       | Aeroport de Modlin                                  | WMI                                 | Wizz Air                            | 2                                   | A320/21                             |                                     |                                     |
| Portugal (3 destinacions, 3 aerolínies)         |                                                     |                                     |                                     |                                     |                                     |                                     |                                     |
| Faro                                            | Aeroport de Faro                                    | FAO                                 | Vueling                             | 1                                   | A320/21                             |                                     |                                     |
| Funchal                                         | Aeroport de Madeira                                 | FNC                                 | Air Nostrum                         | 2                                   | Bombardier CRJ-1000                 |                                     |                                     |
| Lisboa*                                         | Aeroport Internacional de Lisboa                    | LIS                                 | TAP Portugal                        | 1                                   | A320, E190                          |                                     |                                     |
| Lisboa*                                         | Aeroport Internacional de Lisboa                    | LIS                                 | Vueling                             | 1                                   | A320/21                             |                                     |                                     |
| Lisboa*                                         | Aeroport Internacional de Lisboa                    | LIS                                 | EasyJet                             | 2                                   | A319/20                             |                                     |                                     |
| Lisboa*                                         | Aeroport Internacional de Lisboa                    | LIS                                 | Ryanair                             | 2                                   | Boeing 737                          |                                     |                                     |
| Ponta Delgada                                   | Aeroport João Paulo                                 | PDL                                 | Azores Airlines                     | 1                                   | A320/21                             |                                     |                                     |
| Porto                                           | Aeroport de Francisco Sá Carneiro                   | OPO                                 | Vueling                             | 1                                   | A320/21                             |                                     |                                     |
| Porto                                           | Aeroport de Francisco Sá Carneiro                   | OPO                                 | Ryanair                             | 2                                   | Boeing 737                          |                                     |                                     |
| Regne Unit (17 destinacions, 6 aerolínies)      |                                                     |                                     |                                     |                                     |                                     |                                     |                                     |
| Belfast                                         | Aeroport de Belfast                                 | BFS                                 | EasyJet                             | 2                                   | A319/20                             |                                     |                                     |
| Birmingham                                      | Aeroport de Birmingham                              | BHX                                 | Vueling                             | 1                                   | A320/21                             |                                     |                                     |
| Birmingham                                      | Aeroport de Birmingham                              | BHX                                 | Ryanair                             | 2                                   | Boeing 737                          |                                     |                                     |
| Birmingham                                      | Aeroport de Birmingham                              | BHX                                 | Jet2.com                            | 2                                   | Boeing 737                          |                                     |                                     |
| Birmingham                                      | Aeroport de Birmingham                              | BHX                                 | EasyJet                             | 2                                   | Boeing 737                          |                                     |                                     |
| Bristol                                         | Aeroport de Bristol                                 | BRS                                 | EasyJet                             | 2                                   | A319/20                             |                                     |                                     |
| Cardiff                                         | Aeroport de Cardiff                                 | CWL                                 | Ryanair                             | 2                                   | Boeing 737                          |                                     |                                     |
| Edimburg                                        | Aeroport d'Edimburg                                 | EDI                                 | Ryanair                             | 2                                   | Boeing 737                          |                                     |                                     |
| Edimburg                                        | Aeroport d'Edimburg                                 | EDI                                 | EasyJet                             | 2                                   | A319/20                             |                                     |                                     |
| Glasgow                                         | Aeroport de Glasgow                                 | GLA                                 | Jet2.com                            | 2                                   | Boeing 737                          |                                     |                                     |
| Glasgow                                         | Aeroport de Glasgow                                 | GLA                                 | EasyJet                             | 2                                   | A319/20                             |                                     |                                     |
| Glasgow                                         | Aeroport de Glasgow Prestwick                       | PIK                                 | Ryanair                             | 2                                   | Boeing 737                          |                                     |                                     |
| Leeds                                           | Aeroport de Leeds Bradford                          | LBA                                 | Jet2.com                            | 2                                   | Boeing 737                          |                                     |                                     |
| Leeds                                           | Aeroport de Leeds Bradford                          | LBA                                 | EasyJet                             | 2                                   | A319/20                             |                                     |                                     |
| Liverpool                                       | Aeroport de Liverpool-John Lennon                   | LPL                                 | EasyJet                             | 2                                   | A319/20                             |                                     |                                     |
| Liverpool                                       | Aeroport de Liverpool-John Lennon                   | LPL                                 | Ryanair                             | 2                                   | Boeing 737                          |                                     |                                     |
| Londres*                                        | Aeroport de Gatwick                                 | LGW                                 | Vueling                             | 1                                   | A320/21                             |                                     |                                     |
| Londres*                                        | Aeroport de Gatwick                                 | LGW                                 | EasyJet                             | 2                                   | A320/21                             |                                     |                                     |
| Londres*                                        | Aeroport de Gatwick                                 | LGW                                 | Norwegian                           | 2                                   | Boeing 737                          |                                     |                                     |
| Londres*                                        | Aeroport de Heathrow                                | LHR                                 | British Airways                     | 1                                   | A320                                |                                     |                                     |
| Londres*                                        | Aeroport de Heathrow                                | LHR                                 | Vueling                             | 2                                   | A320/21                             |                                     |                                     |
| Londres*                                        | Aeroport de la Ciutat de Londres                    | LCY                                 | British Airways Cityflyer           | 1                                   | Embraer 190SR                       |                                     |                                     |
| Londres*                                        | Aeroport de Luton                                   | LTN                                 | EasyJet                             | 2                                   | A319/20                             |                                     |                                     |
| Londres*                                        | Aeroport de Luton                                   | LTN                                 | Ryanair                             | 2                                   | Boeing 737                          |                                     |                                     |
| Londres*                                        | Aeroport de Luton                                   | LTN                                 | Wizz Air                            | 2                                   | A320/21                             |                                     |                                     |
| Londres*                                        | Aeroport de Southend-on-Sea                         | SEN                                 | EasyJet                             | 2                                   | A319/20                             |                                     |                                     |
| Londres*                                        | Aeroport de Stansted                                | STN                                 | Ryanair                             | 2                                   | Boeing 737                          |                                     |                                     |
| Manchester                                      | Aeroport de Manchester                              | MAN                                 | Vueling                             | 1                                   | A320/21                             |                                     |                                     |
| Manchester                                      | Aeroport de Manchester                              | MAN                                 | EasyJet                             | 2                                   | A319/20                             |                                     |                                     |
| Manchester                                      | Aeroport de Manchester                              | MAN                                 | Jet2.com                            | 2                                   | Boeing 737                          |                                     |                                     |
| Manchester                                      | Aeroport de Manchester                              | MAN                                 | Ryanair                             | 2                                   | Boeing 737                          |                                     |                                     |
| Newcastle                                       | Aeroport de Newcastle upon Tyne                     | NCL                                 | EasyJet                             | 2                                   | A319/20                             |                                     |                                     |
| Newcastle                                       | Aeroport de Newcastle upon Tyne                     | NCL                                 | Ryanair                             | 2                                   | Boeing 737                          |                                     |                                     |
| Newcastle                                       | Aeroport de Newcastle upon Tyne                     | NCL                                 | Jet2.com                            | 2                                   | Boeing 737                          |                                     |                                     |
| Nottingham                                      | Aeroport de Nottingham                              | EMA                                 | Ryanair                             | 2                                   | Boeing 737                          |                                     |                                     |
| Southampton                                     | Aeroport de Southampton                             | SOU                                 | EasyJet                             | 2                                   | A319/20                             |                                     |                                     |
| Txèquia (1 destinació, 3 aerolínies)            |                                                     |                                     |                                     |                                     |                                     |                                     |                                     |
| Praga*                                          | Aeroport Internacional de Ruzyně                    | PRG                                 | Czech Airlines                      | 1                                   | A320/21                             |                                     |                                     |
| Praga*                                          | Aeroport Internacional de Ruzyně                    | PRG                                 | Vueling                             | 1                                   | A320/21                             |                                     |                                     |
| Praga*                                          | Aeroport Internacional de Ruzyně                    | PRG                                 | Ryanair                             | 2                                   | Boeing 737                          |                                     |                                     |
| Romania (2 destinacions, 5 aerolínies)          |                                                     |                                     |                                     |                                     |                                     |                                     |                                     |
| Brașov                                          | Aeroport Internacional de Brașov-Ghimbav            | GHV                                 | Fly Lili                            | 2                                   | A320                                |                                     |                                     |
| Bucarest*                                       | Aeroport Internacional Henri Coandă                 | OTP                                 | TAROM                               | 1                                   | Boeing 737                          |                                     |                                     |
| Bucarest*                                       | Aeroport Internacional Henri Coandă                 | OTP                                 | Vueling                             | 1                                   | A320/21                             |                                     |                                     |
| Bucarest*                                       | Aeroport Internacional Henri Coandă                 | OTP                                 | Wizz Air                            | 2                                   | A320/21                             |                                     |                                     |
| Bucarest*                                       | Aeroport de Bucarest-Aurel Vlaicu                   | BBU                                 | Wizz Air                            | 2                                   | A320/21                             |                                     |                                     |
| Cluj-Napoca                                     | Aeroport de Cluj-Napoca                             | CLJ                                 | Wizz Air                            | 2                                   | A320                                |                                     |                                     |
| Craiova                                         | Aeroport de Craiova                                 | CRA                                 | Wizz Air                            | 2                                   | A320                                |                                     |                                     |
| Iasi                                            | Aeroport Internacional d'Iași                       | IAS                                 | Wizz Air                            | 2                                   | A320                                |                                     |                                     |
| Sibiu                                           | Aeroport Internacional de Sibiu                     | SBZ                                 | Fly Lili                            | 2                                   | A320                                |                                     |                                     |
| Timișoara                                       | Aeroport de Timișoara                               | TSR                                 | Wizz Air                            | 2                                   | A320                                |                                     |                                     |
| Rússia                                          | Rússia                                              | Rússia                              | Rússia                              | Rússia                              | Rússia                              | Rússia                              | anul·lats                           |
| Iekaterinburg                                   | Aeroport d'Iekaterinburg                            | SVX                                 | Azur Air                            |                                     |                                     |                                     |                                     |
| Iekaterinburg                                   | Aeroport d'Iekaterinburg                            | SVX                                 | Ural Airlines                       |                                     |                                     |                                     |                                     |
| Krasnodar                                       | Aeroport de Krasnodar                               | KRR                                 | Azur Air                            |                                     |                                     |                                     |                                     |
| Moscou*                                         | Aeroport de Moscou-Domodédovo                       | DME                                 | Vueling                             |                                     |                                     |                                     |                                     |
| Moscou*                                         | Aeroport de Moscou-Domodédovo                       | DME                                 | S7 Airlines                         |                                     |                                     |                                     |                                     |
| Moscou*                                         | Aeroport de Moscou-Domodédovo                       | DME                                 | Ural Airlines                       |                                     |                                     |                                     |                                     |
| Moscou*                                         | Aeroport de Moscou-Xeremètievo                      | SVO                                 | Aeroflot                            |                                     |                                     |                                     |                                     |
| Moscou*                                         | Aeroport de Moscou-Vnúkovo                          | VKO                                 | Azur Air                            |                                     |                                     |                                     |                                     |
| Sant Petersburg                                 | Aeroport Púlkovo                                    | LED                                 | Vueling                             |                                     |                                     |                                     |                                     |
| Sant Petersburg                                 | Aeroport Púlkovo                                    | LED                                 | Rossiya Airlines                    |                                     |                                     |                                     |                                     |
| Sant Petersburg                                 | Aeroport Púlkovo                                    | LED                                 | S7 Airlines                         |                                     |                                     |                                     |                                     |
| Sant Petersburg                                 | Aeroport Púlkovo                                    | LED                                 | Ural Airlines                       |                                     |                                     |                                     |                                     |
| Sèrbia (1 destinació, 2 aerolínies)             |                                                     |                                     |                                     |                                     |                                     |                                     |                                     |
| Belgrad*                                        | Aeroport de Belgrad - Nikola Tesla                  | BEG                                 | Vueling                             | 1                                   | A320/21                             |                                     |                                     |
| Belgrad*                                        | Aeroport de Belgrad - Nikola Tesla                  | BEG                                 | Air Serbia                          | 2                                   | A319                                |                                     |                                     |
| Suècia (2 destinacions, 3 aerolínies)           |                                                     |                                     |                                     |                                     |                                     |                                     |                                     |
| Estocolm*                                       | Aeroport d'Estocolm - Arlanda                       | ARN                                 | Vueling                             | 1                                   | A320/21                             |                                     |                                     |
| Estocolm*                                       | Aeroport d'Estocolm - Arlanda                       | ARN                                 | Norwegian                           | 2                                   | Boeing 737                          |                                     |                                     |
| Estocolm*                                       | Aeroport d'Estocolm - Arlanda                       | ARN                                 | SAS                                 | 1                                   | A320/21                             |                                     |                                     |
| Estocolm*                                       | Aeroport d'Estocolm - Arlanda                       | ARN                                 | Ryanair                             | 2                                   | Boeing 737                          |                                     |                                     |
| Göteborg                                        | Aeroport de Göteborg-Landvetter                     | GOT                                 | Norwegian                           | 2                                   | Boeing 737                          |                                     |                                     |
| Göteborg                                        | Aeroport de Göteborg-Landvetter                     | GOT                                 | Ryanair                             | 2                                   | Boeing 737                          |                                     |                                     |
| Göteborg                                        | Aeroport de Göteborg-Landvetter                     | GOT                                 | Vueling                             | 1                                   | A320/21                             |                                     |                                     |
| Suïssa (3 destinacions, 3 aerolínies)           |                                                     |                                     |                                     |                                     |                                     |                                     |                                     |
| Basilea                                         | Aeroport de Basilea-Mulhouse-Friburg                | BSL / MLH / EAP                     | Vueling                             | 1                                   | A320/21                             |                                     |                                     |
| Basilea                                         | Aeroport de Basilea-Mulhouse-Friburg                | BSL / MLH / EAP                     | EasyJet                             | 2                                   | A320                                |                                     |                                     |
| Ginebra                                         | Aeroport Internacional de Ginebra                   | GVA                                 | Swiss                               | 1                                   | A321                                |                                     |                                     |
| Ginebra                                         | Aeroport Internacional de Ginebra                   | GVA                                 | Vueling                             | 1                                   | A320/21                             |                                     |                                     |
| Ginebra                                         | Aeroport Internacional de Ginebra                   | GVA                                 | EasyJet                             | 2                                   | A320                                |                                     |                                     |
| Zúric                                           | Aeroport Internacional de Zuric                     | ZRH                                 | Swiss                               | 1                                   | A321                                |                                     |                                     |
| Zúric                                           | Aeroport Internacional de Zuric                     | ZRH                                 | Vueling                             | 1                                   | A320/21                             |                                     |                                     |
| Turquia (2 destinacions, 3 aerolínies)          |                                                     |                                     |                                     |                                     |                                     |                                     |                                     |
| Istanbul*                                       | Aeroport d'Istanbul                                 | IST                                 | Turkish Airlines                    | 1                                   | A321, A330                          |                                     |                                     |
| Istanbul*                                       | Aeroport d'Istanbul                                 | IST                                 | Vueling                             | 1                                   | A320/21                             | 3                                   |                                     |
| Istanbul*                                       | Aeroport Internacional Sabiha Gökçen                | SAW                                 | Turkish Airlines                    | 1                                   | A321                                |                                     |                                     |
| Istanbul*                                       | Aeroport Internacional Sabiha Gökçen                | SAW                                 | Pegasus Airlines                    | 2                                   | A320/21                             |                                     |                                     |
| Ucraïna                                         | Ucraïna                                             | Ucraïna                             | Ucraïna                             | Ucraïna                             | Ucraïna                             | Ucraïna                             | anul·lats                           |
| Kíev*                                           | Aeroport de Kíev - Boryspil                         | KBP                                 | Ukraine International Airlines      |                                     |                                     |                                     |                                     |
| Kíev*                                           | Aeroport de Kíev - Boryspil                         | KBP                                 | Ryanair                             |                                     |                                     |                                     |                                     |
| Kíev*                                           | Aeroport de Kíev - Boryspil                         | KBP                                 | Skyup Airlines                      |                                     |                                     |                                     |                                     |
| Kíev*                                           | Aeroport de Kíev - Boryspil                         | KBP                                 | Windrose                            |                                     |                                     |                                     |                                     |
| Kíev*                                           | Aeroport de Kíev - Zhuliany                         | IEV                                 | Vueling                             |                                     |                                     |                                     |                                     |
| Kíev*                                           | Aeroport de Kíev - Zhuliany                         | IEV                                 | Bees Airline                        |                                     |                                     |                                     |                                     |
| Lviv                                            | Aeroport de Lviv                                    | LWO                                 | Ukraine International Airlines      |                                     |                                     |                                     |                                     |
| Lviv                                            | Aeroport de Lviv                                    | LWO                                 | SkyUp Airlines                      |                                     |                                     |                                     |                                     |
| Odessa                                          | Aeroport d'Odessa                                   | ODS                                 | Skyup Airlines                      |                                     |                                     |                                     |                                     |
| Zaporíjia                                       | Aeroport de Zaporíjia - Mokre                       | OZH                                 | Skyup Airlines                      |                                     |                                     |                                     |                                     |
| Xipre (1 destnació, 1 aerolínia)                |                                                     |                                     |                                     |                                     |                                     |                                     |                                     |
| Larnaca                                         | Aeroport Internacional de Larnaca                   | LCA                                 | Cyprus Airways                      | 2                                   | A220-300                            |                                     |                                     |
| Larnaca                                         | Aeroport Internacional de Larnaca                   | LCA                                 | Wizz Air                            | 2                                   | A320/21                             | 2                                   |                                     |

|  |

### Vols de càrrega
| Ciutat            | Nom de l'aeroport                         | Aerolínies                              | Avió                                           |  |
| ----------------- | ----------------------------------------- | --------------------------------------- | ---------------------------------------------- |  |
| Espanya           |                                           |                                         |                                                |  |
| Madrid*           | Aeroport de Madrid-Barajas                | Swiftair                                | Boeing 757                                     |  |
| Palma             | Aeroport de Palma                         | Swiftair                                | Embraer EMB-120FC Brasilia                     |  |
| València          | Aeroport de València                      | ASL Airlines / UPS                      | Boeing 737 / Boeing 767                        |  |
| Vitòria           | Aeroport de Vitòria                       | DHL                                     | Boeing 757                                     |  |
| Alemanya          |                                           |                                         |                                                |  |
| Leipzig           | Aeroport de Leipzig/Halle                 | DHL-European Air Transport / Cygnus Air | Airbus A300 Boeing 737 Boeing 757 / Boeing 757 |  |
| Colònia           | Aeroport de Colònia/Bonn                  | UPS                                     | Boeing 767                                     |  |
| Algèria           |                                           |                                         |                                                |  |
| Alger *           | Aeroport Internacional Houari Boumedienne | Swiftair                                | ATR 72                                         |  |
| Bèlgica           |                                           |                                         |                                                |  |
| Brussel·les*      | Aeroport de Brussel·les                   | Cygnus Air                              | Boeing 757                                     |  |
| Lieja             | Aeroport de Lieja                         | ASL Airlines                            | Boeing 737                                     |  |
| França            |                                           |                                         |                                                |  |
| París*            | Aeroport de París-Charles de Gaulle       | FedEx                                   | Boeing 757                                     |  |
| Itàlia            |                                           |                                         |                                                |  |
| Roma*             | Aeroport de Roma-Fiumicino                | Amazon Air-ASL Airlines                 | Boeing 737                                     |  |
| Regne Unit        |                                           |                                         |                                                |  |
| Midlands de l'Est | Aeroport East Midlands                    | Amazon Air-ASL Airlines                 | Boeing 737                                     |  |
| Turquia           |                                           |                                         |                                                |  |
| Istambul*         | Aeroport Internacional Sabiha Gökçen      | Cygnus Air-USL Airlines                 | Boeing 757                                     |  |

#### Gràfic
See source Wikidata query and sources.

### Rutes indirectes amb més passatgers (2019)
| Ciutat        | Passatgers |
| ------------- | ---------- |
| Tòquio        | 241.500    |
| Seül          | 161.000    |
| Shanghai      | 109.200    |
| Bangkok       | 89.000     |
| Delhi         | 78.000     |
| Pequín        | 75.000     |
| Manila        | 62.000     |
| L'Havana      | 59.000     |
| Guayaquil     | 56.600     |
| Santo Domingo | 56.500     |
| Osaka         | 51.000     |
| Dallas        | 51.000     |
| Manila        | 47.000     |
| Montevideo    | 46.000     |

## Projecte d'ampliació
Actualment hi ha un projecte d'ampliació per part d'AENA en el qual es pretén invertir 1.700 milions al llarg dels pròxims 10 anys. Les principals actuacions serien la creació de la terminal satèl·lit entre les dues pistes i l'ampliació del la pista 24/L-06/R per a que pugui operar tot tipus d'avions. L'ampliació de la pista passa per l'eliminació de l'estany de la Ricarda, un espai protegit per la Unió Europea i que està creant moltes opinions diferents respecte a l'ampliació de l'aeroport. AENA manté que es protegiran 10 cops els terrenys afectats.

### Terminal satèl·lit
Seria una terminal destinada a vols transatlàntics i de llarg rang que pretén fer de l'aeroport un HUB intercontinental. Es connectaria amb la T1 a través d'un servei llençadera subterrani.

## Accessos i transport públic

### Cotxe
Per tal d'accedir a la terminal T1 es pot fer a través de l'autovia B-22 a la que s'accedeix des de la C-31, tant en direcció Barcelona com en direcció Castelldefels. o bé mitjançant vials interns que connecten amb les carreteres de la T2. La C-32B connecta la terminal T2 amb el ramal principal de l'autopista C-32 però també amb l'autovia de Castelldefels, la C-31.

### Taxi
Existeixen 3 parades de taxi a la terminal T1, dues a la zona d'arribades (planta 0) i una altra situada al corredor Madrid-Barcelona. A la T2 hi ha una parada al davant de les terminals T2A, T2B i T2C.

### Transfer Privat
Hi ha múltiples companyies que presten servei de transfer a l'aeroport de barcelona, la majoria compta amb un servei d'espera i recollida a la terminal per evitar pèrdues de temps i fer més agradable l'arribada dels passatgers.

### Autobús
| Serveis urbans                                                               |                   |         |
| Línia                                                                        | Gestionat per     | Servei  |
| 46 Aeroport (T1 i T2) - Plaça Espanya                                        | TMB               | Diürn   |
| A1 Aeroport (T1) - Plaça Catalunya                                           | Aerobús           | Diürn   |
| A2 Aeroport (T2) - Plaça Catalunya                                           | Aerobús           | Diürn   |
| N16 Plaça Catalunya - Castelldefels (Bellamar) per Aeroport (T2)             | Avanza            | Nocturn |
| N17 Plaça Catalunya - Aeroport (T1)                                          | Avanza            | Nocturn |
| N18 Plaça Catalunya - Aeroport (T1 i T2)                                     | Avanza            | Nocturn |
| L77 Hospital Moisès Broggi (Sant Joan Despí) - Aeroport (T1 i T2)            | Monbus            | Diürn   |
| L99 Plaça Estació (Castelldefels) - Aeroport (T1)                            | Avanza            | Diürn   |
| PR1 El Prat de Llobregat (Estació de Renfe) - Aeroport (T1 i T2)             | Baixbus           | Diürn   |
| PR2 El Prat de Llobregat (Estació de Renfe) - Av. del Remolar                | Baixbus           | Diürn   |
| PR3 El Prat de Llobregat (Estació de Renfe) - Av. del Remolar                | Baixbus           | Diürn   |
| Serveis interurbans i internacionals                                         |                   |         |
| Línia                                                                        | Gestionat per     | Servei  |
| Aeroport (T1) - Girona - Figueres                                            | Alsa              | Diürn   |
| Aeroport (T1) - Lleida                                                       | Alsa              | Diürn   |
| Aeroport (T1) - Tarragona - Reus                                             | Alsa              | Diürn   |
| Aeroport (T1) - Tarragona - Castelló - València - Alacant - Múrcia - Almeria | Alsa              | Diürn   |
| Aeroport (T1 i T2) - La Pineda - Salou - Cambrils - Reus                     | Empresa Plana     | Diürn   |
| Barcelona (Bellvitge) - Aeroport (T1) - El Vendrell                          | Mon-bus           | Diürn   |
| Aeroport (T1 i T2) - Girona - Figueres                                       | Sagalés           | Diürn   |
| Aeroport (T1 i T2) - Calella - Blanes                                        | Sagalés           | Diürn   |
| Aeroport (T1 i T2) - Zona Universitària - Terrassa                           | Sarbus (Moventis) | Diürn   |
| Aeroport (T1 i T2) - Barcelona - Costa Brava Centre                          | Sarfa (Moventis)  | Diürn   |
| Aeroport (T1 i T2) - Barcelona - Lloret de Mar - Tossa de Mar                | Sarfa (Moventis)  | Diürn   |
| Aeroport (T1 i T2) - Barcelona - Costa Brava Nord                            | Sarfa (Moventis)  | Diürn   |
| Línia                                                                        | Gestionat per     | Servei  |
| Aeroport (T2) - Ais de Provença                                              | Flixbus           | Nocturn |
| Aeroport (T1 i T2) - Andorra la Vella                                        | Andbus            | Diürn   |
| Aeroport (T1 i T2) - Andorra la Vella                                        | Directbus         | Diürn   |
| Aeroport (T2) - Ginebra                                                      | Flixbus           | Nocturn |
| Aeroport (T2) - Lió                                                          | Flixbus           | Ambos   |
| Aeroport (T2) - Marsella                                                     | Flixbus           | Nocturn |
| Aeroport (T2) - Montpeller                                                   | Flixbus           | Nocturn |
| Aeroport (T2) - Niça (Aeroport T2)                                           | Flixbus           | Nocturn |
| Aeroport (T2) - Perpinyà                                                     | Flixbus           | Nocturn |

### Metro

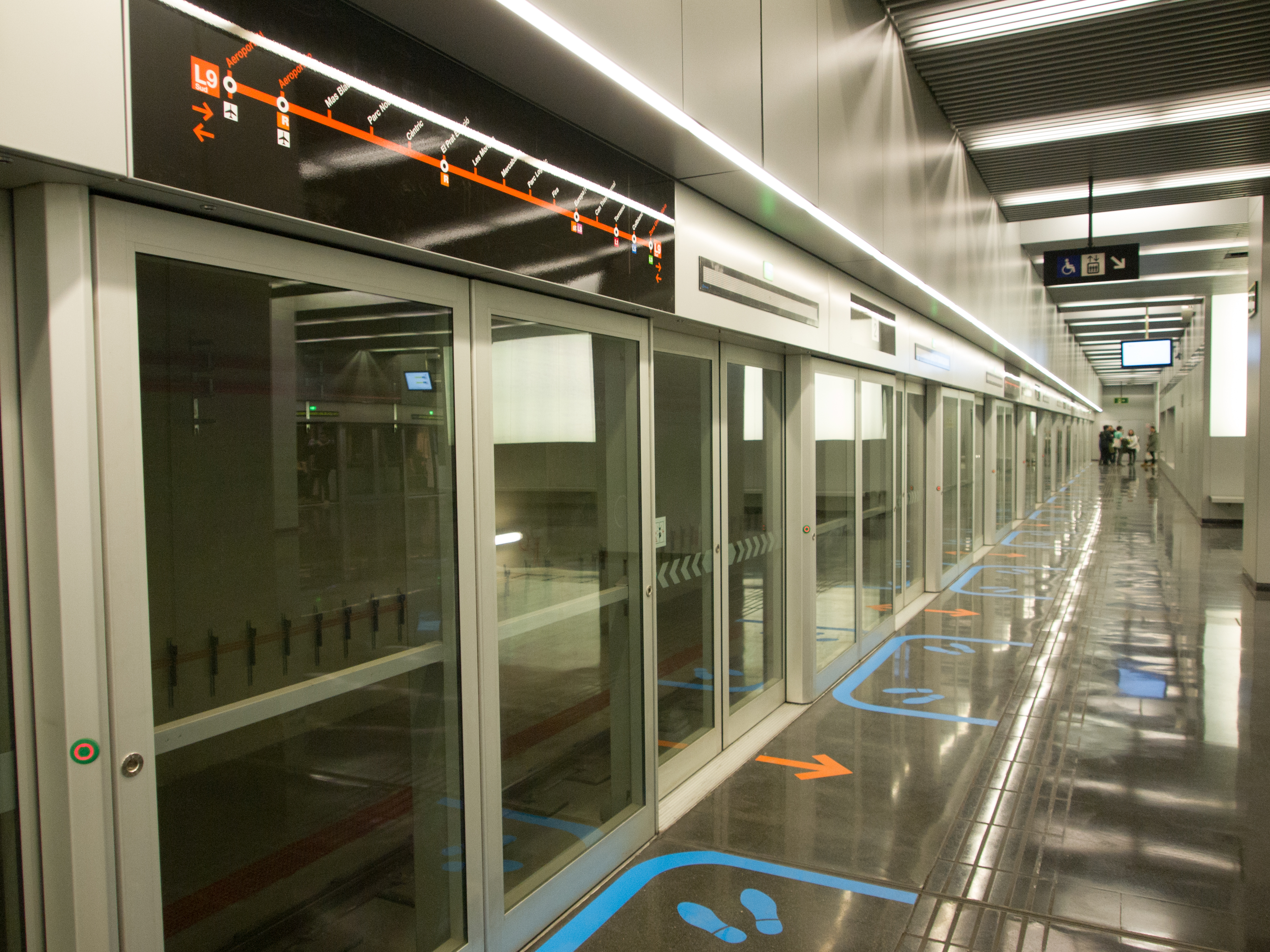
Estació de metro (L9 Sud) a la terminal 1.

La L9 Sud del Metro de Barcelona finalitza el seu recorregut a l'Aeroport amb dues parades, una per a la T2, i l'altra a la T1. L'interval de pas en hora punta és de 7 minuts. D'aquesta manera, connectant l'Aeroport amb el Prat de Llobregat, L'Hospitalet de Llobregat i els barris barcelonins del sud (Zona Universitària).
Terminal 1
- Estació d'Aeroport T1

Terminal 2
- Estació d'Aeroport T2

En el futur, per les mateixes vies de la L9 circularan también els trens de la L2, que connectaran l'aeroport amb el centre de Barcelona.
El bitllet senzill i la targeta T-10 no són vàlids en aquestes estacions. És necessari el bitllet de l'Aeroport amb un cost de 4,50 euros. La resta de bitllets (T-50/30, T-Mes, T-Trimestre, etc.) i altres títols bonificats són vàlids.

### Tren

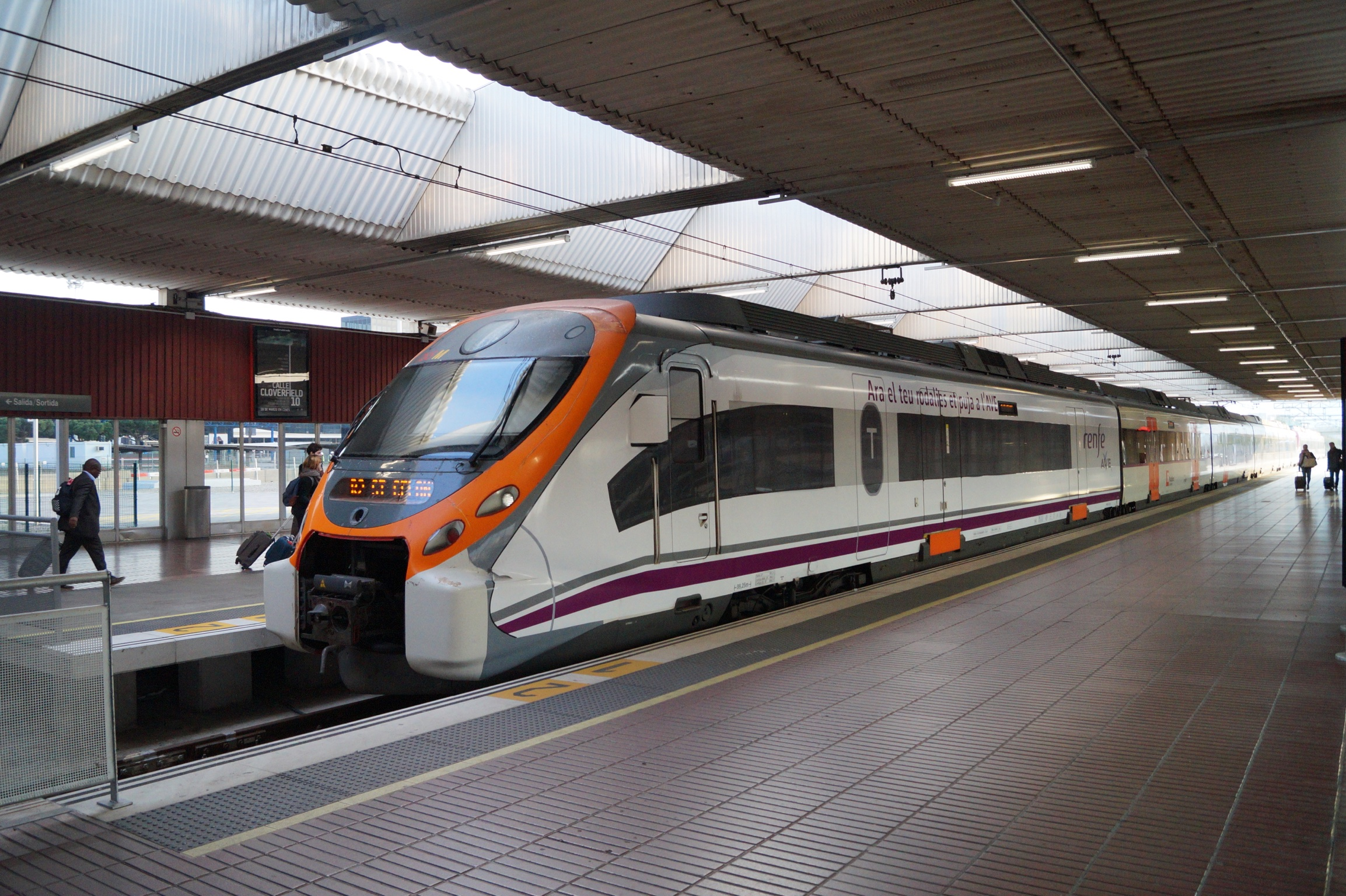
Estació de tren (R2 Nord) a la terminal 2.

L'Aeroport del Prat està connectat amb les principals estacions de ferrocarril de Barcelona a través de la línia de rodalia R2 Nord de Rodalies de Catalunya. Amb una freqüència de 30 minuts, els trens van circulant a través d'un ramal de la línia 2, que el connecta amb l'estació de Sants i la de Passeig de Gràcia on es pot fer un transbord amb els serveis del metro de Barcelona i altres línies de rodalia, regionals, llarga distància i alta velocitat.
L'estació de l'aeroport està situada al davant de la terminal T2B i es connecta amb ella gràcies a una passarel·la coberta que travessa la carretera i surt a l'interior de la terminal. Un cop a dins, és fàcil accedir a la resta de terminals de la T2. Per tal de poder connectar amb la T1, hi ha un servei gratuït d'autobusos que connecta les dues terminals.
Terminal 2
- Estació d'Aeroport T2

Està en construcció un túnel que unirà la terminal T1 de l'aeroport amb la terminal T2 per serveis de rodalia possibilitant la connexió de totes les terminals amb l'Estació de Sants i amb el Passeig de Gràcia de Barcelona.

## Accidents i incidents
- El 21 d'octubre de 1994, un avió de càrrega Falcon 20 va realitzar un aterratge d'emergència a l'aeroport després de patir una avaria al tren d'aterratge, cap dels tres membres de la tripulació van resultar ferits.
- El 19 de febrer de 1998, el comanadant i el primer oficial van morir en estavellar-se un aparell d'aviació general d'Ibertrans al municipi de Gavà poc després que s'hagués enlairat del Prat.
- El 28 de juliol de 1998, una avioneta de càrrega procedent de Palma carregada de premsa estrangera es va estavellar poc abans d'aterrar al costat d'una de les tanques que envolten l'aeroport, matant dos membres de la tripulació i el copilot.[34]
- L'any 2002, el vol 2937 de Bashkirian Airlines procedent de l'aeroport de Domodedovo de Moscou, va xocar amb el vol 611 de DHL a Alemanya en ruta a Barcelona.
- A l'octubre de 2004 un avió de KLM va tenir un petit accident i es va quedar a pista sense tren d'aterratge.
- El 3 de desembre de 2010, el tancament de l'espai aeri per part d'AENA com a conseqüència d'un conflicte laboral amb el col·lectiu de controladors aeris a nivell estatal, va deixar inoperatiu l'Aeroport de Barcelona. Durant el matí del 4 de desembre, el govern espanyol va declarar l'estat d'alarma i va militaritzar el cos de controladors aeris, que van haver de treballar sota control militar.[cal citació]
- El 24 de març del 2015, un avió A320 que operava el vol 9525 de Eurowings que sortí de l'Aeroport de Barcelona en direcció Düsseldorf es va estavellar intencionadament pel seu copilot als Prats de Blèuna Auta, França. Van morir tots els passatgers i la tripulació, 150 persones.